# Sztuki plastyczne w Rosji
Sztuki plastyczne w Rosji – pojęcie obejmujące działalność plastyczną na terenach związanych z państwem rosyjskim (w danym momencie historycznym lub obecnie), ewentualnie organizmami politycznymi go poprzedzającymi od pradziejów do dziś. Sztuka Rosji stanowi część kultury narodu rosyjskiego i pozostałych narodów Rosji. Ze względu na liczne zmiany terytorialne, rozbicie dzielnicowe Rusi i okres radziecki klasyfikacja dzieł rosyjskiej sztuki jest niezwykle utrudniona. We wszystkich okresach historycznych działalność budowlana i artystyczna na ziemiach rosyjskich była nieprzerwana.
Bazę dla sztuki rosyjskiej stanowią prawosławna kultura wschodnio- i południowosłowiańska oraz sztuka bizantyjska wzbogacane w różnych okresach czasu o elementy sztuki licznych ludów Rosji, w tym sztukę islamską i buddyjską. Oprócz Rosjan znaczącą rolę w sztuce Rosji odgrywali artyści zagraniczni, szczególnie w okresie baroku i klasycyzmu. Sztukę, zwłaszcza dawną cechuje recepcja wpływów wielkich ośrodków artystycznych takich jak Bizancjum, Włochy, Francja i Niemcy. Pomimo to sztuka rosyjska wykształciła szereg oryginalnych kierunków, stylów, form i innowacji artystycznych. Staroruskie ikony i ozdobna, przedbarokowa architektura rosyjska stały się rozpoznawalnymi na całym świecie symbolami Rosji. W XIX wieku style klasycystyczny, neorosyjski i neobizantyjski były podnoszone do rangi oficjalnych stylów Cesarstwa Rosyjskiego. W XX wieku powstałe w Rosji kierunki suprematyzm i konstruktywizm dokonały rewolucji w sztuce ogólnoświatowej. Inne, jak np. socrealizm miały istotny wpływ na sztukę krajów komunistycznych. Sztuka rosyjska była rozwijana poza samą Rosją na wszystkich kontynentach świata.

## Historia sztuki rosyjskiej

### Prehistoria
Najstarsze zabytki sztuki ludów pierwotnych na terenach Rosji pochodzą z paleolitu (statuetki, posążki zwierząt, malowidła naskalne, petroglify itd.). Wyróżnia się dwa główne areały sztuki paleolitycznej na terenie Rosji: środkoworosyjski i syberyjski. Do środkoworosyjskiego areału zaliczane są figurki Wenus z Kostienek, Zarajska i Gagarina (21–23 tys. lat temu). Znanym stanowiskiem syberyjskim jest Malta, skąd pochodzi m.in. około 30 figurek maltańskich Wenus oraz jeden z pierwszych znanych wizerunków mamuta sprzed 19–23 tys. lat. Ważnymi stanowiskami paleolitycznymi są także: Buriet, Afonowa Góra pod Krasnojarskiem, Denisowa Jaskinia z Karamą, Jaskinia Okładnikowa oraz Jaskinia Kapowa. Wyjątkowe znaczenie ma stanowisko Janskaja w Arktyce sprzed 32,5 tys. lat, będące najdalej wysuniętym na północ stanowiskiem paleolitycznym Homo sapiens na świecie.
Z mezolitu pochodzi tzw. idol szygirski odnaleziony na Syberii w okolicach Jekaterynburga, będący najstarszą znaną rzeźbą drewnianą na świecie (datowany na 9 tys. lat p.n.e.). Do epoki neolitu zaliczają się wyroby ceramiczne, rzeźba ornamentalna w kamieniu i kości oraz rysunki naskalne, np. oneżskie petroglify (4–3 tys. lat p.n.e.). W epoce miedzi rozwinęła się tradycja wznoszenia kurhanów (najstarsze sprzed 6 tys. lat), która przetrwała na ziemiach rosyjskich do wieków średnich. W epoce brązu na południowym Uralu powstała tzw. „kraina grodów” (grupa Sintaszta-Pietrowka-Arkaim, 2400–1600 lat p.n.e.), wiązana na ogół z ludnością indoeuropejską i kulturą andronowską. Z epoki brązu pochodzą także liczne megality, np. dolmeny Zachodniego Kaukazu (4–2 tys. lat p.n.e.), megality z wyspy Wiery na jeziorze Turgojak, saamskie seidy, megalityczne labirynty Rosyjskiej Północy i wołkoński dolmen. Niektóre dolmeny, szczególnie kaukaskie bywały zdobione rysunkami. Megalitem jest również Kamień Grzmotu – największy kamień kiedykolwiek przeniesiony siłą ludzkich rąk, na którym ustawiono Pomnik Piotra I w Petersburgu (1782). Z II–I tysiąclecia p.n.e. pochodzą najstarsze wyroby artystyczne z metalu.

### Sztuka starożytna
Sztuka starożytnej Grecji, sztuka rzymska, a następnie sztuka bizantyjska są związane na terenie Rosji z greckim osadnictwem na wybrzeżach czarnomorskim i azowskim. Szczególną rolę odgrała sztuka Królestwa Bosporańskiego rozwijająca się od V wieku p.n.e. do IV wieku n.e. na terenach obejmujących wschodnią część Krymu, Półwysep Tamański, obszar Kubania i ujścia Donu, oraz sztuka Królestwa Pontyjskiego obejmująca również zachodni Kaukaz. Przodującymi ośrodkami artystycznymi były stolica europejskiego Bosporu Pantikapajon oraz stolica jego azjatyckiej części Fanagoria, znajdująca się po drugiej stronie Cieśniny Kerczeńskiej. Sztukę bosporańską kształtowały wpływy kultury i sztuki greckiej, szczególnie silne w pierwszych wiekach istnienia państwa bosporańskiego (między V a III wiekiem p.n.e.), oraz tradycje kulturowe plemion miejscowych, głównie Scytów, ale także Meotów i Syndów, a w późniejszym okresie także Sarmatów. Od I wieku n.e. zaznacza się także wpływ sztuki rzymskiej. Do głównych dziedzin sztuki bosporańskiej należą: architektura miejska, sztuka sepulkralna (Kurhan Królewski, stela tamańska), malarstwo ścienne i nagrobne, rzeźba portretowa, ceramika (np. ceramiczne wanny z ozdobnymi reliefami) i złotnictwo.

### Sztuka wieków średnich

#### Sztuka bizantyjska i kaukaska
Z VI wieku pochodzą najstarsze zachowane fragmenty sasanidzkiego muru derbenckiego i starego miasta w Derbencie, a z VIII wieku najstarsza zachowana część derbenckiej twierdzy Naryń-Kała. Fundamenty budowli derbenckich sięgają V wieku naszej ery. W obrębie twierdzy Naryń-Kała mieszczą się pozostałości najstarszej na terenie Rosji cerkwi kopułowej z V–VI wieku, wybudowanej na planie krzyża greckiego w czasach Królestwa Muskatu. Do innych zabytków należy Dżuma – pierwotnie szyicki, najstarszy meczet na terenie Rosji z VIII wieku, w XV wieku przebudowany w arabskim stylu.
Do najstarszych wschodnioeuropejskich zabytków chrześcijańskich należą cerkwie dawnych bizantyjskich eparchii krymskich: bosporańskiej, gockiej, dorosskiej, surożskiej (sugdejskiej), fullejskiej i chersońskiej. Przykładami architektury bizantyjskiej na Krymie są pozostałości bazyliki w Sewastopolu z VI wieku oraz cerkiew św. Jana Chrzciciela w Kerczu, wzniesiona w 717 roku i będąca najstarszą zachowaną świątynią chrześcijańską w Europie Wschodniej.
Wpływ na rozwój sztuki chrześcijańskiej na Północnym Kaukazie miały: sztuka bizantyjska, armeńska, gruzińska i staroruska. Wyjątkowe znaczenie mają zabytki dawnych kaukaskich eparchii prawosławnych: alańskiej, zichijskiej, fanagorskiej, nikopolskiej, tamatachrskiej i abazgijskiej. Najlepiej zachowane zostały cerkwie alańskie: Szoaninska (X wiek), trzy cerkwie Monastyru Zieleńczuckiego z X–XII wieku oraz Cerkiew Sentinska (X wiek) ze śladami fresków z XI wieku. Kolejną grupę stanowią budowane od VIII wieku cerkwie wajnachskie na terenach dzisiejszych: Inguszetii, Czeczenii i Dagestanu. Do najlepiej zachowanych należą cerkwie w Inguszetii, szczególnie cerkiew Tchaba-Erdy (VIII–XII wiek). Nieco gorzej zachowane są świątynie: Albi-Erdy, Cerkiew Targimska, Moldz-Erdy, cerkiew w Tumgi, Doszchakle i Amgali-Erdy. Cerkwie armeńskie pojawiły się Północnym Kaukazie we wczesnym średniowieczu (np. cerkiew św. Grzegorza Oświeciciela w Njugdi z VIII wieku), później na Krymie (np. cerkiew Surb-Iszan z 1358 roku) i następnie w niemal całej Rosji. Dawna, prawosławna sztuka Kaukazu, Krymu i Bałkanów miała w XIX wieku wpływ na powstanie stylu neobizantyjskiego w Rosji.

#### Sztuka staroruska
Do lat 80. X wieku była na Rusi rozwijana wyłącznie architektura drewniana lub z przeważającym udziałem drewna, np. niezachowane do naszych czasów świątynia Peruna w Kijowie i cerkiew Mądrości Bożej z trzynastoma kopułami w Nowogrodzie Wielkim (989). Oprócz budynków drewnianych z silnym wpływem budownictwa ludowego rozpoczęto w X wieku budowę pierwszych budowli kamiennych opartych na wzorach bizantyjskich, ale noszących oryginalne cechy lokalne. Cerkwie były budowane na planie krzyża greckiego i posiadały najczęściej jedną lub pięć kopuł. Większość świątyń była trój- lub pięcionawowa, czterofilarowa, rzadziej sześcio-, ośmio- lub dziesięciofilarowa. Pod wpływem wzorów bizantyjskich nastąpiło najpóźniej w XII wieku wprowadzenie kopuł cebulowych, które w następnych wiekach zyskały na popularności i stały się symbolem architektury rosyjskiej. Najstarsze cerkwie ruskie były budowane głównie z plinty, czyli cienkich i szerokich płytek glinianych, rzadziej kamienia.
Do najznaczniejszych budowli sakralnych wybudowanych przez greckich mistrzów należą: niezachowana do naszych czasów Cerkiew Dziesięcinna w Kijowie (989–996), monaster św. Jerzego w Nowogrodzie Wielkim (1030), sobór Przemienienia Pańskiego w Czernihowie (1036), sobór Zaśnięcia Bogurodzicy Ławry Peczerskiej (1051). W latach 1017–1037 greccy mistrzowie wybudowali monumentalny sobór Mądrości Bożej w Kijowie, który swym rozmachem przewyższał wszystkie budowane w tym czasie świątynie bizantyjskie. Sobór stał się wzorem dla dwóch podobnych świątyń wybudowanych już przez ruskich budowniczych – soboru Mądrości Bożej w Połocku (1030–1060) i soboru Mądrości Bożej w Nowogrodzie Wielkim (1045–1052). Ten ostatni jako jedyny został w pełni zachowany (pięcionawowy, trójabsydowy, dziesięciofilarowy).
Nastąpiła także ogólna rozbudowa miast z kremlem, pełniącym rolę twierdzy lub grodu. Pierwowzorami kremli rosyjskich były twierdze Północnej Rusi, np. ljubszańska (VIII wiek), izborska (IX wiek), staroładożska (koniec IX wieku), staroriazańska (XI wiek), pskowska (koniec XI wieku), koriełska i koropiejska (XIII wiek). Za pierwszy typowy kreml rosyjski uważany jest kreml twerski z końca XIII wieku. W sumie na terenie Rosji wybudowano na przestrzeni wieków ponad 70 kremli.
W połowie XII wieku ukształtowało się kilka odrębnych szkół architektury, ikonograficznych i malarstwa freskowego, z czego na czołowej pozycji uplasowały się szkoły włodzimiersko-suzdalska i nowogrodzko-pskowska. Szkoły te zapoczątkowały wznoszenie budowli z muru ciosowego, harmonijnie wpisanych w krajobraz. Za materiały budowlane posłużyły: biały wapień nadwołżański, różne inne odmiany wapienia, piaskowiec, dolomit, trawertyn i alabaster. Ze względu na jasne odcienie materiałów budowlanych, szkoły te określano wspólnym mianem ruskiej architektury z białego kamienia. Oprócz wyżej wymienionych istniały także szkoły smoleńsko-połocka, kijowsko-czernihowska i inne, które jednak z czasem zanikły i nie miały bezpośredniego wpływu na dalszy rozwój architektury.

##### Szkoła włodzimiersko-suzdalska
Architektura staroruska została w okresie panowania Jerzego Dołgorukiego (1117–1157) wzbogacona o elementy architektury romańskiej. Było to możliwe dzięki sprowadzeniu przez kniazia zachodnich budowniczych na Ruś Włodzimiersko-Suzdalską. Świątynie z dokładnie ociosanych bloków kamiennych, głównie wapiennych, były wznoszone na planie krzyża greckiego, miały najczęściej cztery filary, narteksy i trzy wysokie apsydy zwieńczone kopułą. Do najstarszych tego rodzaju budowli należą: cerkiew św. św. Borysa i Gleba w Kidekszy (1152) i Sobór Spaso-Preobrażeński w Peresławie Zaleskim (1152). Gwałtowny rozwój sztuki nastąpił pod rządami Andrzeja Bogolubskiego (1157–1174) i Wsiewołoda Wielkie Gniazdo (1176–1212). W wyniku przeniesienia siedziby metropolity ruskiego oraz wielkiego księcia do Włodzimierza, a następnie Moskwy, Ruś Włodzimiersko-Suzdalska stała się w XIII wieku głównym ośrodkiem sztuki ruskiej. We Włodzimierzu wybudowano m.in. pięciokopułowy sobór Zaśnięcia Matki Bożej (1158–1189), Złotą Bramę (1158–1164), sobór św. Dymitra (1194) i Monaster Kniahini Zaśnięcia Matki Bożej (1200). W pozostałych miejscowościach zbudowano: zamek Bogolubskich w Bogolubowie (1158–1165), cerkiew Opieki Matki Bożej na Nerli (1165), kreml suzdalski wraz z soborem Narodzenia Matki Bożej (1222–1225) i sobór św. Jerzego w Jurjewie-Polskim (1230–1234). Zamek Bogolubskich i Złota Brama Włodzimierza uważane są za najstarsze zachowane staroruskie budowle świeckie w ogóle.
Podbój Rusi przez Mongołów (1237–1240) zahamował rozwój sztuki na około 60 lat. Na początku XIV wieku doszło do ponownego rozkwitu architektury na całej Wielkorusi. Styl zapoczątkowany w XII wieku podlegał dalszemu rozwojowi do początku XVIII wieku. W okresie tym powstały m.in. Monaster Daniłowski w Moskwie (1300) – obecnie jedna z rezydencji patriarchów Moskwy i całej Rusi, Ławra Troicko-Siergijewska w Siergijew Posadzie (1337 lub 1342), Monaster Spaso-Jewfimiejewski w Suzdalu (1352), Monaster Czudowski w Moskwie (1358), Monaster Opieki Matki Bożej w Suzdalu (po 1364 roku), Monaster Simonowski w Moskwie (1370), Monaster Wniebowstąpienia Pańskiego w Moskwie (1389), Monaster Cyrylo-Biełozierski w Kiriłłowie (1397), Monaster Terapontowski nieopodal Kiriłłowa (1398). Styl architektoniczny zapoczątkowany w Moskwie na przełomie XIII i XIV wieku bywa nazywany wczesnomoskiewskim.
Włodzimiersko-suzdalski i wczesnomoskiewski typy budownictwa szybko rozprzestrzeniły się do pozostałych dzielnic ruskich, o czym świadczy chociażby wybudowany przez mistrzów rostowskich Monastyr Sołowiecki (1429) w Republice Nowogrodzkiej.

##### Szkoła nowogrodzko-pskowska
Wzorami wyjściowymi dla szkoły nowogrodzko-pskowskiej były sobór Mądrości Bożej (1045–1052) oraz Dwór i Targ Jarosławowy w Nowogrodzie Wielkim (X–XI wiek). W odróżnieniu od świątyń włodzimiersko-suzdalskich, cerkwie nowogrodzkie charakteryzują się mniej wyważonymi proporcjami, większą asymetrią lic, surowością, prostotą, stronieniem od przesadnie dekoracyjnych elewacji i większym bogactwem fresków na wewnętrznych ścianach budowli. Do najstarszych obiektów należą m.in. cerkwie: Zwiastowania w Arkażach (1179), Piotra i Pawła na Siniczej Górze (1185), Spasa na Nieriedice (1198). Ta ostatnia jest uważana za typowy przykład szkoły nowogrodzko-pskowskiej (typ sześcianowy, jednokopułowa, czterofilarowa, trójabsydowa, wnętrze bogato zdobione freskami Teofana Greka).
Po najazdach mongolskich w XIII wieku architektura nowogrodzka podupadła do rangi architektury prowincjonalnej, nie osiągając już nigdy dawnej świetności i rozmachu. Świątynie nowogrodzkie z XIV i XV wieków charakteryzują się znacznie mniejszymi rozmiarami, większą prostotą i oszczędnością, m.in. cerkiew Fiodora Stratylatesa na Ruczeju (1360) i cerkiew Przemienienia Pańskiego (1374). Najważniejszym po Nowogrodzie ośrodkiem szkoły nowogrodzko-pskowskiej był Psków. Do zachowanych cerkwi pskowskich należą m.in. cerkiew św. Mikołaja z Usochy (1371), św. Bazylego na Górce (1413), Kosmy i Damiana z Przymościa (1463) i Zaśnięcia Matki Bożej znad Paromy (1521). Za najwybitniejszy przykład szkoły nowogrodzko-pskowskiej z XVI wieku uważa się pskowską cerkiew św. Sergiusza z Załużja (1582–1588), a do najznaczniejszych świeckich pskowskich zabytków należą Komnaty Poganikonowe (1671–1679), Komnaty Mienszykowskie, Podznojewskie, Trubińskie i inne. Komnaty pełniły funkcję pałacu i twierdzy o ścianach z układanego kamienia i grubości ponad dwóch metrów.

##### Tradycyjna architektura drewniana
Architektura drewniana stanowi najstarszy typ budownictwa na ziemiach rosyjskich, silnie rozwinięty szczególnie na rosyjskiej Północy. Do pierwszych zachowanych drewnianych świątyń należą cerkwie zrębowe zbudowane z jednego lub kilku połączonych, prostokątnych pomieszczeń, pokrytych dwuspadowymi dachami, np. najstarsza zachowana rosyjska, drewniana cerkiew Położenia Ryzy z Borodawy (1485) i cerkiew Jerzego Zwycięzcy w Radionowie (1493 lub 1543). Kolejny typ budownictwa drewnianego stanowią budynki z rosyjskimi dachami hełmowymi, znane od co najmniej lat 20. XI wieku (np. cerkiew w Palinowie z 1600 roku i cerkiew w Warsudze z 1674 roku), budynki z dachami wielohełmowymi (np. cerkiew św. Trójcy w Nionoksie z 1727 roku), budynki „jarusnyje” z narastającymi na sobie stopniowo czterokątami lub ośmiokątami (np. cerkiew Tichwińskiej Ikony Matki Bożej w Torżoku z 1653 roku i cerkiew św. Eliasza Proroka w Cipinie z 1755 roku), budynki wielokopułowe (np. niezachowana cerkiew św. Eliasza w Czuchczermie z 1657 roku, cerkiew Przemienienia Pańskiego na Kiży z 1714 roku) i inne. Spośród architektury świeckiej należy wymienić drewniany pałac carski (1667–1672) i dom Piotra I (1702) w Kołomieńskiem.
Budownictwo tradycyjne miało od samego początku wpływ na architekturę kamienną w Rosji, a od końca XVII wieku bywało łączone z barokiem, klasycyzmem i innymi stylami. Do nowożytnych adaptacji tradycyjnego ruskiego budownictwa drewnianego należą m.in. cerkiew Kazańskiej Ikony Matki Bożej w Wyricy (1912–1914) i cerkiew św. Mikołaja pod Sołomienną Storożką (1916) z wpływami modernizmu.

##### Rzeźba przedbarokowa
Do głównych typów rzeźby staroruskiej w okresie od X do XIII wieku należą reliefy z alegorycznymi kompozycjami oraz ornamentami roślinnymi lub geometrycznymi, ryzy i ramy ikonostasów. Najokazalsze reliefy pochodzą z dawnego, niezachowanego soboru św. Michała w Kijowie, soboru św. Dymitra Sołuńskiego we Włodzimierzu, cerkwi Opieki Matki Bożej na Nerli i soboru św. Jerzego w Juriewie Polskim. Z XIV wieku pochodzą najstarsze zachowane drewniane posągi ruskie, np. moskiewski posąg św. Mikołaja oraz okazalsze krzyże liturgiczne, np. krzyż ludogoszczeński Jakowa Firsowa z 1359 roku. Do pierwszych kamiennych rzeźb pełnych należy popiersie św. Jerzego z 1464 roku, wykonane przez moskiewskiego mistrza Wasilija Jermolina i pomalowane zgodnie z zasadą pisania ikon. Do rozwoju rzeźby doszło w okresie panowania Iwana III Srogiego. Pojawiły się ozdobne sankramentaria, panagary, trony carskie itd. Najpóźniej w XV wieku rozwinęła się tradycja ukazywania ikon w formie drewnianych płaskorzeźb, np. reliefy św. Jerzego Zwycięzcy z kremla rostowskiego (XV wiek), św. Paraskiewy Piątnicy (XVI wiek) i św. Mikołaja Możajskiego (XVII wiek).

##### Staroruskie malarstwo
Początki ikonografii ruskiej, malarstwa freskowego i mozaikowego związane są z wpływami Bizancjum. Najstarsze cerkwie na Rusi powstałe pod koniec X wieku były zdobione freskami i mozaikami według wzorów bizantyjskich, które jednak się nie zachowały. Do przykładów monumentalnego malarstwa staroruskiego z XI–XII wieku należą freski z soborów Mądrości Bożej i św. Michała Archanioła o Złotych Kopułach w Kijowie, soboru Mądrości Bożej, soboru Narodzenia Bogurodzicy i sobór św. Jerzego w Nowogrodzie Wielkim, soboru Przemienienia Pańskiego w Pskowie i cerkwi św. Jerzego w Starej Ładodze. Następne przykłady monumentalnych cykli malarskich znane są dopiero z XIV wieku z cerkwi nowogrodzkich i pskowskich. W XV wieku doszło do rozwoju malarstwa freskowego w Wielkim Księstwie Moskiewskim (sobór Zaśnięcia Matki Bożej w Zwienigorodzie, sobór Zaśnięcia Matki Bożej we Włodzimierzu, sobór Zaśnięcia Matki Bożej w Moskwie i sobór Zaśnięcia Matki Bożej Monasteru Terapontowskiego). Staroruskie tradycje malarstwa freskowego były rozwijane do końca XVII wieku, kiedy zaczęły ulegać wpływom baroku i następnie klasycyzmu.
Najstarsze zachowane ikony na Rusi są pochodzenia bizantyjskiego, np.: Ikona Zbawiciel złota ryza (XI wiek), Smoleńska Ikona Matki Bożej (XI wiek) i Włodzimierska Ikona Matki Bożej (XII wiek). Do pierwszych szkół pisania ikon na Rusi należały: szkoła grecka (nowogrodzka ikona Apostołów Piotra i Pawła, moskiewska ikona Św. Jerzego), szkoła nowogrodzka (ikona Zwiastowania Pańskiego z XII wieku, Ikona Matki Bożej „Znak” z XII wieku, Mandylion Olesija Greczyna z 1180 roku) i włodzimiersko-suzdalska (Fiodorowska Ikona Matki Bożej z XII wieku, Bogolubowska Ikona Matki Bożej z XII wieku, Ikona Zbawiciel (Spas) Złote Włosy z końca XII wieku). Na malarstwo staroruskie oddziaływały styl ascetyczny (XI–XII wiek) oraz manieryzm Komnenów (XII wiek). Najstarsze ikony Południowej i Zachodniej Rusi nie zachowały się, brakuje także ich rzetelnych opisów. Do głównych ikonografów należeli: Alipiusz Pieczerski, Olisej Greczyn i Grzegorz Ikonopisarz.
W XIII wieku do głównych szkół malarstwa należały: jarosławsko-rostowska i nowogrodzko-pskowska (nowogrodzka ikona Mikołaja Cudotwórcy, ikona Mikołaja Lipieńskiego, ikona Eliasza Proroka na Pustyni, Deesis z cerkwi św. Mikołaja z Koży). Ikonami powstałymi poza głównymi ośrodkami są np. Kursko-Korzenna Ikona Matki Bożej „Znak”, Maksymowska Ikona Matki Bożej i Piotrowska Ikona Matki Bożej. Do głównych ikonografów XIII wieku należeli Abrahamiusz Smoleński i Aleksiej Pietrow. W wiekach XIV i XV na czołowe pozycje wysunęły się szkoły: moskiewska, nowogrodzka, pskowska i wołogodzka. Ważnymi ośrodkami malarstwa pozostawały m.in. Rostów, Suzdal i Twer. Szkoły ruskie uległy w XIV wieku wpływom renesansu Paleologów i sporom dotyczącym światła Taboru. Do głównych XIV-wiecznych malarzy należeli: Stefan z Permu, Daniel Czarny, Dionizy Kwasznin, Dionizy Głuszycki i Dionizy Ikonopisarz. Najważniejszymi malarzami XV wieku byli Teofan Grek, Andriej Rublow i Prochor z Gorodca. Cerkwie moskiewskie były często bogato zdobione freskami m.in. w Soborze Zwiastowania w Moskwie (1405) oraz licznymi ikonami.
W wiekach XVI i XVII ukształtowało się szereg nowych szkół, m.in. godunowska i staroobrzędowska. Szkoła staroobrzędowa wykształciła z czasem kilka lokalnych odmian: wietkowską, niewiańską (uralską), pomorską, syzrańską i syberyjską. Pod wpływem działalności Andrieja Rublowa ukształtowała się w XVI wieku szkoła stroganowska – najwybitniejsza szkoła w ikonografii ruskiej. Do głównych przedstawicieli szkoły stroganowskiej należą: Prokop Chirin, Emilian Moskwicin, Stepan Ariefjew, Nikifor, Nazary, Fiodor i Istoma Sawinowie, Gurja Nikitin i Simon Uszakow. Styl szkoły charakteryzuje się swobodnym rysunkiem, dbaniem o szczegóły, czystymi kolorami, wielopostaciowymi kompozycjami i rozwinięciem pejzażu. Za wzorcowe ikony stroganowskie uważa się: Ikonę Nikity-Żołnierza Prokopa Chirona (1593), oraz Ikonę Jana Chrzciciela na Pustyni (ok. 1630). W XVI wieku pojawiły się także ikony dydaktyczne, ukazujące np. treść obrad soborów. Do pionierów ikon dydaktycznych w Rosji należał Iwan Wiskowatow.

##### Przedbarokowe malarstwo świeckie
Do najstarszych zachowanych przykładów malarstwa świeckiego należą: iluminacja z Izbornika księcia Światosława II, przedstawiająca Światosława wraz z rodziną (1076), fresk ukazujący córki Jarosława Mądrego w soborze Mądrości Bożej w Kijowie (lata 70. XI wieku) i fresk Jarosława Wsiewołodowicza w cerkwi Spasa na Nieriedicy (1246). Pierwszym portretem namalowanym na podstawie obserwacji modela jest przypuszczalnie podea (pielena) Sergiusza z Radoneża (ok. 1423). Indywidualne cechy wykazują ikony moskiewskich metropolitów z XV wieku. W XV wieku pojawiają się również pierwsze ikony ukazujące w dolnych partiach ich właścicieli lub fundatorów, które stanowiły rozwinięcie tradycji bojarskich ikon rodzinnych.
Sobór Stu Rozdziałów w 1551 roku orzekł, że przedstawianie osób świeckich (cara, kniaziów, ludu), obrad soborów i innych doniosłych wydarzeń na ikonach nie jest sprzeczne z kanonem cerkiewnym. Decyzja ta umożliwiła pojawienie się parsun – portretów świeckich malowanych w formie ikon. Sobór jednocześnie ustalił ścisłe zasady pisania ikon w oparciu o twórczość Andrieja Rublowa. Po zdobyciu Kazania w 1552 roku powstała ikona ukazująca Bogurodzicę i „błogosławione” wojsko rosyjskie Iwana Groźnego w służbach „niebiańskiego cara” – Jezusa Chrystusa. Na ikonie zostały także uwzględnione legendarne postacie z różnych epok w historii Rosji, np. Włodzimierz II Monomach oraz święci kniaziowie Borys i Gleb.
Pod wpływem renesansu nastąpił w XVII wieku rozwój parsun oraz ukształtował się tzw. styl „friaski”, charakteryzujący się większym realizmem. Do głównych przedstawicieli stylu „friaskiego” należeli: Josif Władimirow, Bogdan Sałtanow, Simon Uszakow, Gurja Nikitin i Karp Zołotarjow. Czołowi ikonopisarze rosyjscy II. połowy XVII wieku byli związani ze zbrojownią kremlowską, stanowiącą w tym czasie główny ośrodek sztuki rosyjskiej. Pod koniec XVII wieku do Rosji zaczęły docierać wzory barokowego malarstwa zachodniego, które w I. połowie XVIII wieku zdominowały malarstwo rosyjskie. Malarstwo zachodnie nie zdołało jednak całkowicie zastąpić ikonografii i parsun, które były nadal rozwijane zarówno w wielkich ośrodkach miejskich, na dworach arystokracji, jak i na prowincji, nierzadko przy udziale czołowych malarzy rosyjskich. W okresie od końca XVII wieku do początku XX wieku nastąpił także rozwój bogato zdobionych ryz (okładów) i ikonostasów.

#### Wpływy Zachodu (romanizm, gotyk, renesans)

##### Romanizm

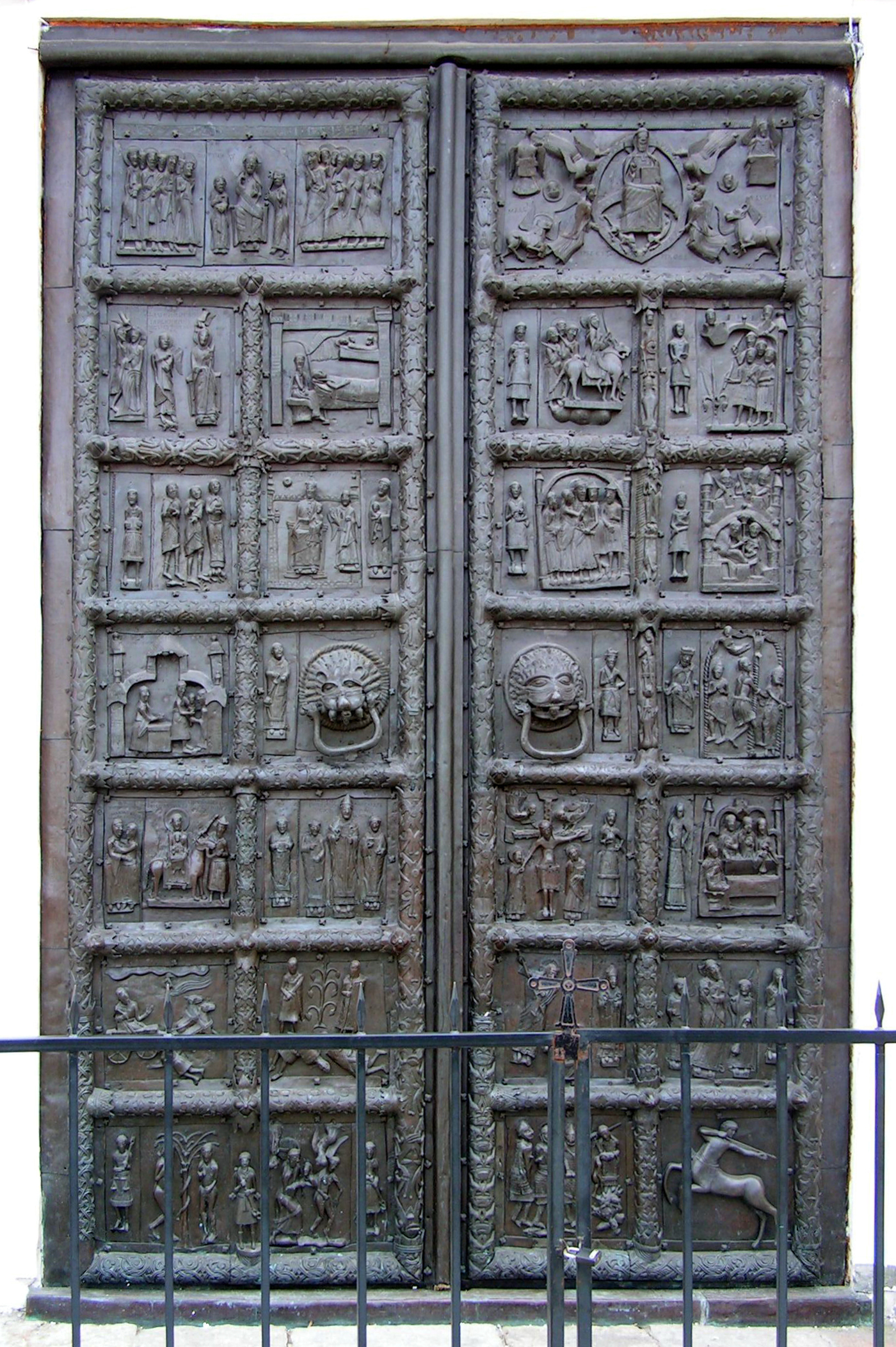
Drzwi korsuńskie (płockie) z autoportretem Awrama (1153)

Architektura staroruska w okresie od XI do XIII wieku była rozwijana przy współudziale sprowadzanych na Ruś budowniczych romańskich, szczególnie aktywnych w okresie panowania Jerzego Dołgorukiego (1117–1157) i Andrzeja Bogolubskiego (1157–1174). Cechy romańskie noszą niektóre, dawne obiekty szwedzkie w Karelii, np. zamek w Wyborgu z XIII wieku. Unikatowym zabytkiem romańskim są brązowe drzwi korsuńskie w soborze Mądrości Bożej w Nowogrodzie Wielkim, znane w polskiej literaturze pod nazwą drzwi płockich. Drzwi zostały wykonane w 1153 roku przez niemieckich mistrzów z Magdeburga oraz ruskiego mistrza Awrama z Nowogrodu Wielkiego, który na drzwiach uwiecznił swój autoportret w ruskim stroju wraz z podpisem. Wizerunek Awrama uważany jest za pierwszy znany autoportret w sztuce rosyjskiej.

##### Gotyk

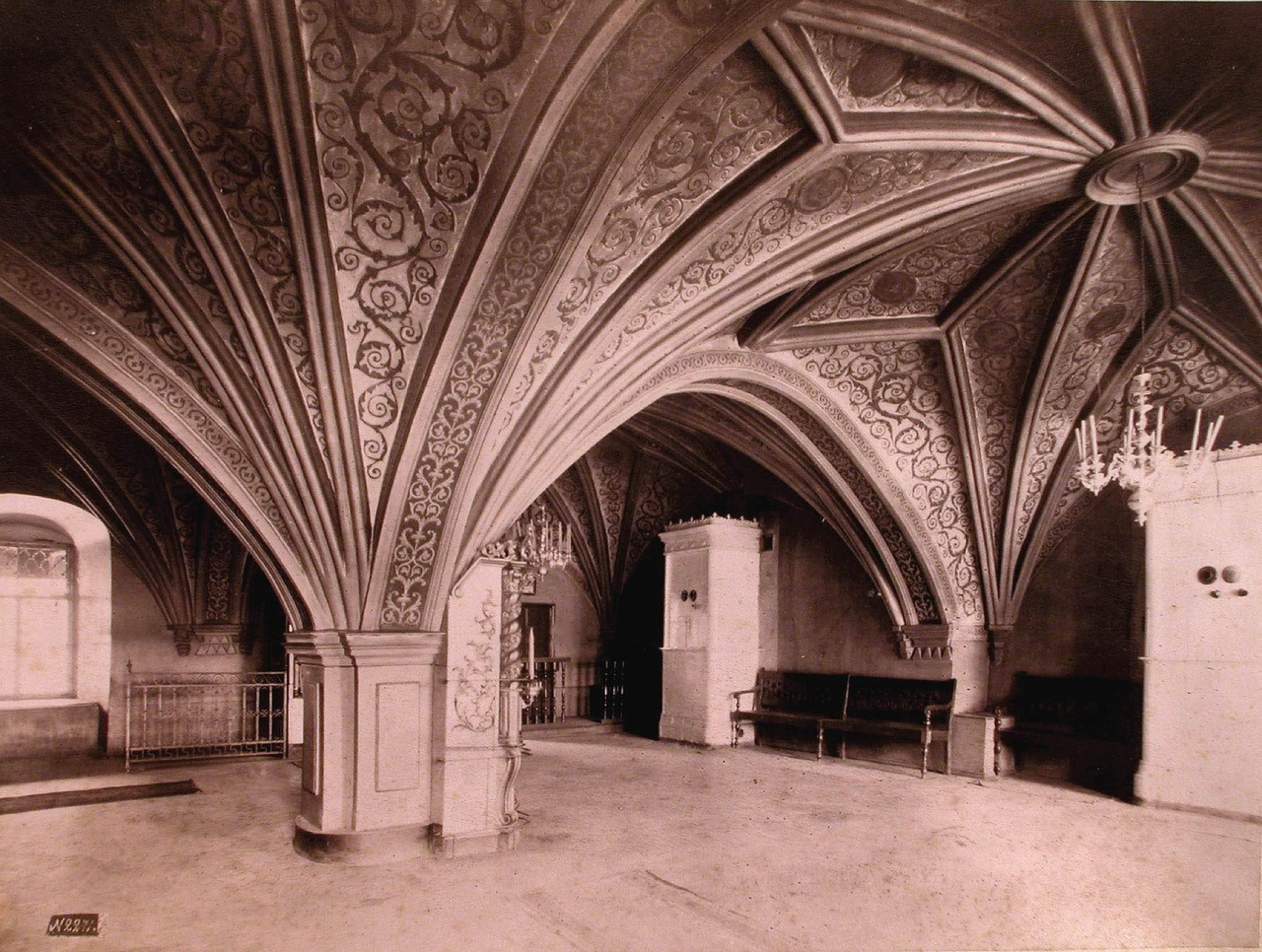
Władyczna Komnata w Nowogrodzie Wielkim (1433)

Od XIV wieku na Ruś Nowogrodzką przenikały hanzetyckie wzory gotyckie, przede wszystkim budownictwo z czerwonej cegły ceramicznej. Gotycki styl na Rusi nie zdołał się jednak zadomowić i do nielicznych ruskich, zachowanych zabytków gotyckich należy Władyczna Komnata w Nowogrodzie Wielkim (1433). W Wielkim Księstwie Moskiewskim typowy dla gotyku mur ceglany zaczął wypierać mur ciosowy pod koniec XV wieku. Niektórzy badacze w celu określenia przede wszystkim architektury staroruskiej w wiekach XIII–XV posługują się nazwą „gotyku ruskiego”, która jednak nie zyskała szerszej aprobaty.
Osobny rozdział stanowią dawne, gotyckie obiekty krzyżackie w obwodzie królewieckim, np. katedra św. Wojciecha i Najświętszej Marii Panny w Królewcu (1333). Sztuka gotycka była rozwijana również na obszarze państwa kawalerów mieczowych. Obszary te w latach 1721–1917 należały do Cesarstwa Rosyjskiego a ich dawna, niemiecka architektura wpłynęła na niektóre formy neogotyku i modernizmu północnego w Rosji. Do głównych zabytków w Rydze należy dom działającego w Rosji do 1893 roku bractwa Czarnogłowych (z XIV wieku). Przykładem gotyckiej architektury w Talinie jest kościół św. Olafa (XIII–XVI wiek), będący po odbudowie w latach 40. XIX wieku (spłonął w 1625 roku) najwyższym budynkiem w carskiej Rosji. Wówczas też car Mikołaj I ufundował dla odbudowanego kościoła wielki dzwon.

##### Renesans

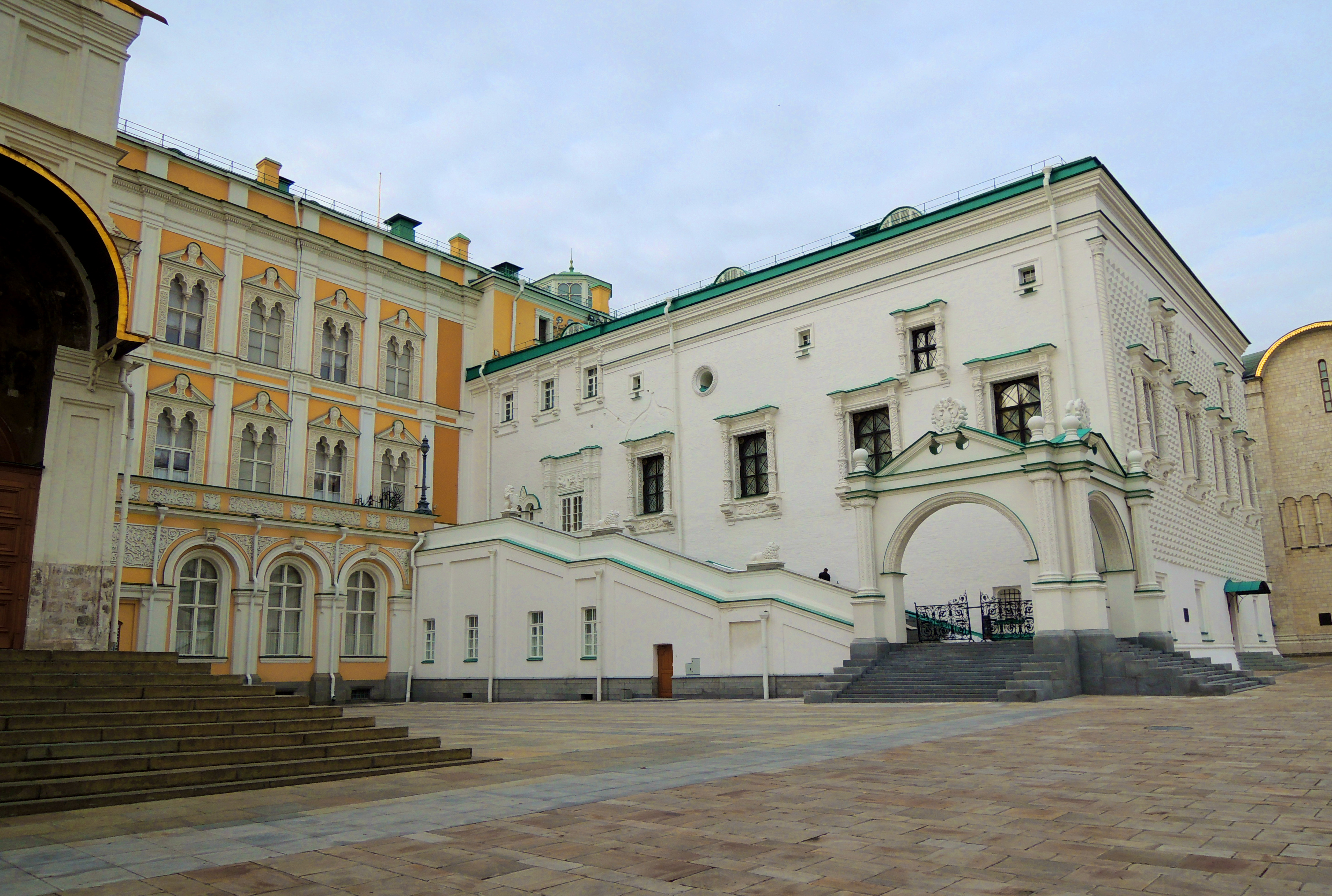
Pałac Fasetowy na kremlu moskiewskim (1487–1491, arch. Pietro Antonio Solari)

Co najmniej od lat 70. XV wieku do wieku XVII na sztukę Rosji oddziaływały ideały renesansu włoskiego. Sytuacji takiej sprzyjało małżeństwo cara Iwana III Srogiego z Zofią Paleolog (1472), bratanicą ostatniego cesarza bizantyjskiego Konstantyna XI Dragazesa, która przyjeżdżając z Rzymu do Rosji, sprowadziła ze sobą włoskich architektów. Nie licząc genueńskich faktorii czarnomorskich, pierwsi budowniczy włoscy pojawili się na terytorium Rosji w czasach panowania Andrzeja Bogolubskiego (1157–1174). W Rosji Włochów zwano potocznie „Friazinami”, a ich styl „friaskim”. Samo słowo „Friaz” oznaczało pierwotnie cudzoziemszczyznę zachodnią, „frankowską”. Do włoskich architektów działających w Rosji w okresie od XV do XVI wieku należeli: Aloisio da Milano, Aristotele Fioravanti, Pietro Antonio Solari, Marco Ruffo, Marco Bono, Pietro Francesco, Antonio Gislardi, Gian-Battista della Volpe, Aloisio Nowy i Pietrok Mały.
Zadziwiające jest to, że artyści renesansowi zjawiają się i działają w dalekiej Moskwie znacznie wcześniej aniżeli w Polsce, Czechach i innych krajach europejskich, wysuniętych bardziej na zachód. Gdy jednak w Europie Środkowej starano się naśladować wzory zachodniego renesansu, to w Rosji sytuacja była zgoła odwrotna. Moskwa usiłowała pozyskać umiejętnych renesansowych architektów, którzy mieli rozwijać oryginalne rosyjskie tradycje, realizować rosyjskie plany i upodobania, wykazując tym samym w pełni świadomość rodzimych horyzontów twórczych i ich odrębności. Jak zauważa Vojeslav Molè: Kiedy sprowadzony z Włoch architekt boloński Aristotele Fioravanti w roku 1475 przystąpił w Moskwie do budowy nowego soboru, wskazano mu sobór Uspieński we Włodzimierzu Suzdalskim jako wzór, który należy naśladować. Nowa świątynia, ukończona w roku 1479, była też niewątpliwie podobna do cerkwi włodzimierskiej, ale rysy pokrewieństwa są tylko zewnętrzne. Nawiązując do tradycji architektury włodzimierskiej i do stylu Św. Sofii nowogrodzkiej przeinterpretował je Aristotel w duchu renesansowej logiczności, stwarzając w ten sposób nową koncepcję monumentalnej cerkwi ruskiej.

#### Przedbarokowa architektura bułgarska i tatarska
Najznamienitszymi przykładami średniowiecznej architektury bułgarskiej są zabytki Wielkiego Bułgara: Mały Minaret, Biała Komnata, Czarna Komnata, Wschodnie Mauzoleum, Północne Mauzoleum i Chańskie Mauzoleum (XII–XIV wiek). Zabytkiem architektury bułgarskiej są także ruiny Czartowego Grodziska w okolicach Jełabugi, sięgające X wieku. Do tej pory zachowała się jedna z czterech dawnych wież grodziska. Pozostałe, dawne budowle bułgarskie nie zostały zachowane. W XXI wieku został w stylu dawnej architektury bułgarskiej wybudowany Biały Meczet i Wielki Minaret w Wielkim Bułgarze.
Do nielicznych poza Krymem przykładów przedbarokowej architektury tatarskiej należą: minaret w Kasimowie (XV wiek), fragmenty murów kremla kazańskiego, mauzoleum chana Szach-Alego (1556) oraz przypuszczalnie wieża obserwacyjna Sjujumbike w Kazaniu, która według nowszych badań została jednak wzniesiona w okresie baroku moskiewskiego na przełomie XVII i XVIII wieku na miejscu starszej i niższej budowli. Co najmniej od XVI wieku architektura tatarska i innych ludów muzułmańskich w Rosji rozwijała się pod silnym wpływem sztuki rosyjskiej, np. mauzoleum sułtana Awgana w Kasimowie (1649–1658) zostało wybudowane przez mistrzów rosyjskich z Riazania.
Sztuka tatarska na Krymie różni się od pozostałej sztuki tatarskiej wyraźnymi wpływami osmańskimi. Do głównych zabytków krymskotatarskich należą m.in. ruiny Meczetu Bejbarsa w Starym Krymie (1288), meczet chana Uzbeka w Starym Krymie (1314–1333), meczet Kebir Dżami w Symferopolu (1502), meczet Mufti Dżami w Teodozji (1623–1630) oraz pałac chanów krymskich w Bakczysaraju z XVI–XVIII wieku, będący następnie miejscem wypoczynku rodziny carskiej.

#### Rosyjski styl w XV–XVII wieku
W wiekach XV–XVII doszło do wykształcenia się tzw. „stylu rosyjskiego” łączącego w sobie elementy dotychczasowej sztuki staroruskiej z wpływami włoskiego renesansu, gotyku i nowymi oryginalnymi formami. W architekturze kamiennej nastąpiło w tym czasie wprowadzenie: świątyń namiotowych, kokosznika, rosyjskiego dachu hełmowego i dachu sześcianowego, typowych do tej pory raczej dla tradycyjnej, rosyjskiej architektury drewnianej. Około 1513 roku została wzniesiona cerkiew Opieki Najświętszej Bogurodzicy w Aleksandrowie, będąca najstarszą rosyjską murowaną świątynią typu namiotowego. W latach 1514–1517 wzniesiono sobór Metropolity Piotra Monasteru Wysoko-Pietrowskiego, będący pierwszym przykładem centralnej, wielopłatkowej świątyni rotundowej wybudowanej na planie szeregu nachodzących na siebie półkręgów. Świątynia ta wpłynęła na wiele późniejszych budowli, szczególnie w okresie baroku golicyńskiego.
Cechy renesansowe wykazują np. pięciokopułowy Sobór Zaśnięcia Matki Bożej w Moskwie odbudowany w latach 1475–1479 według projektu Aristotela Fioravantiego, dzwonnica Iwana Wielkiego (1505) Marca Bono, przebudowa pięciokopułowego Soboru św. Michała Archanioła w Moskwie (1505–1508) Aloisia Nowego, sobór Wasyla Błogosławionego na Placu Czerwonym w Moskwie (1555–1560) architekta Postnika Jakowlewa, cerkiew Wniebowstąpienia w Kołomieńskiem (1535) i Monastyr Doński w Moskwie (1591). Mały Sobór Monasteru Dońskiego stanowi najstarszą cerkiew typu bezfilarowego w Rosji. Przykładem wyjątkowo monumentalnej architektury tego okresu była cerkiew św. Borysa i Gleba w Borysowie pod Możajskiem (1598–1603), która jednak nie została zachowana.
Nastąpił rozwój architektury świeckiej, szczególnie pałaców i kremli. Rozbudowano fortyfikacje kremla moskiewskiego (1485–1495) według projektów Pietra Solariego i Marca Ruffo oraz zbudowano szereg nowych kremli, m.in. Niżnym Nowogrodzie (1509), Tule (1514), Kołomnie (1525), Zarajsku (1531), Możajsku (1541), Sierpuchowie (1556) i Smoleńsku (1595). Pod kierownictwem Postnika Jakowlewa znacząco rozbudowano kreml kazański (większa część zabudowy z XVI wieku). Funkcje twierdzy pełniły również niektóre monastery, rzadko pogosty.
Na przestrzeni XVI i XVII wieku w poszczególnych miastach rozwinęły się specyficzne odmiany stylu rosyjskiego (Jarosław, Rostów, Wołogda i inne). W latach 1660–1683 rozbudowano kreml rostowski i wybudowano cerkwie rostowskiego monasteru Świętych Borysa i Gleba. Do przykładów jarosławskiego wariantu stylu rosyjskiego należą: rozbudowa soboru Zaśnięcia Matki Bożej (lata 40. XVII wieku), cerkiew św. Eliasza (1647–1650) i cerkiew św. Jana Chrzciciela (1671–1687). Cerkwie jarosławskie były wznoszone albo na planach asymetrycznych, wzbogaconych o malowane przydziały, galerie i narteksy wokół głównego czworokąta, albo na planach symetrycznych z wysokimi bębnami i wielkimi kopułami cebulowymi, które z czasem zaczęły przewyższać samą bryłę budynku (taka sytuacja ma miejsce np. w cerkwi św. Jana Złotoustego).
Po zakończeniu wielkiej smuty (1613) w ramach stylu rosyjskiego dochodzi do kształtowania się bardzo ozdobnego nurtu w architekturze, zwanego „uzorocziem”. Przypuszcza się, że wpływ na powstanie tego nurtu miał dotychczasowy rozwój stylu rosyjskiego zmierzający w kierunku coraz większej dekoracyjności oraz pojawienie się manieryzmu w Europie Zachodniej. Wczesny etap uzuroczia bywa określany mianem stylu Aleksieja Michajłowicza (1645–1676), a etap późniejszy stylem Fiodora Aleksiejewicza (1676–1682).
Do najważniejszych przykładów uzoroczia należą moskiewskie cerkwie: Opieki Matki Bożej w Rubcowie (1619–1627), św. Trójcy w Nikitinkach (1634–1650), św. Mikołaja Cudotwórcy w Chamownikach (lata 50. XVII wieku) i Narodzenia Matki Bożej w Putinkach (1649–1652). Cerkwie stołeczne stały się wzorami dla świątyń w pozostałych miastach, np. cerkwi Ikony Matki Bożej „Hodegetria” w Wiaźmie (lata 30.–50. XVII wieku), cerkwi Wniebowstąpienia Pańskiego w Wielkim Ustiugu (1648), cerkwi Konstantyna i Heleny w Wołogdzie (1690). Z architektury świeckiej można wymienić Pałac Teremnyj w Moskwie (1635–1636, konstrukcja według projektu Aloisia da Milano z lat 1499–1508).
W I. połowie XVIII wieku uzoroczie i styl rosyjski spłynęły się z barokiem, jednak tradycyjne formy architektoniczne były nadal, choć coraz rzadziej, stosowane na prowincji, np. dzwonnica cerkwi Zbawiciela w Bałachnie (1702) i cerkiew Antypasa z Pergamonu w Suzdalu z charakterystycznym dla architektury suzdalskiej wgiętym dachem namiotowym (1745). Tradycyjne formy architektoniczne były ponadto rozwijane w architekturze drewnianej. W XIX wieku styl rosyjski i uzoroczie stały się źródłami inspiracji dla rosyjskiej architektury eklektycznej i historystycznej, a w XX wieku dla modernizmu i retrospektywizmu.

### Sztuka nowożytna

#### Barok
Od lat 80. XVII wieku do lat 60. XVIII wieku panował barok, który był zarazem pierwszym stylem zachodnioeuropejskim dominującym w sztuce rosyjskiej. Sztuka barokowa w Rosji była wolna od egzaltacji i mistycyzmu charakterystycznych dla krajów katolickich i wykazywała wiele specyficznych cech narodowych, wynikających z poczucia dumy z sukcesów państwa i narodu rosyjskiego. Pierwsze wpływy baroku na terenie dzisiejszej Rosji można dostrzec już w I. połowie XVII wieku, np. niezachowany drewniany kościół św. Trójcy w Siebieżu (1625) i kościół w Trubczesku (1640–1645) w stylu baroku polskiego. Za jedną z pierwszych w całości barokowych świątyń w Moskwie uważa się niezachowaną cerkiew carewicza Joazafa Indyjskiego (1684–1687), wybudowaną na planie „ośmiokąt na czterokącie”. Barok rosyjski charakteryzował się silnym zróżnicowaniem i można go podzielić na kilka nurtów i etapów: moskiewski (w tym nurty naryszkiński, stroganowski i golicyński), kozacki (ukraiński), piotrowski, jelizawetyński, syberyjski oraz rokoko. Lokalne formy barokowe były rozwijane ponadto w: Totmie, Wielkim Ustiugu, ziemi wiackiej i na Uralu. Mimo dominacji baroku, na prowincji nadal była rozwijana architektura ruska w stylu XVII wieku, opierająca się na dawnych wzorach moskiewskich i lokalnych.

##### Barok kozacki (ukraiński)
Uformowany w połowie XVII wieku barok ukraiński wynikał poniekąd z prób nawiązania do tradycyjnej, prawosławnej sztuki ruskiej, jednak w znacznej mierze ulegał wpływom architektury zachodniej. Barok kozacki był rozwijany w Rosji od zawarcia ugody perejasławskiej (1654), głównie na terenach osadnictwa kozackiego, przede wszystkim w Małorosji i sąsiednich krainach, na Syberii i okazjonalnie w wielkich miastach, np. Moskwie. W stylu baroku kozackiego nie powstało wprawdzie żadne dzieło o przełomowym znaczeniu artystycznym, wywarł on jednak istotny wpływ na barok moskiewski, gdzie powstał szereg budynków znacznie oryginalniejszych.
Między nową architekturą ukraińską z XVII wieku a budownictwem staroruskim brakowało ciągłości rozwojowej. Najstarsze zachowane drewniane cerkwie ukraińskie zostały wybudowane już w okresie baroku. Murowane, barokowe cerkwie kozackie można podzielić na dwie grupy. W pierwszej z nich typy o tradycyjnym założeniu rusko-bizantyńskim (pięciokopułowe lub tylko krzyżowo-kopułowe) otrzymały zewnętrzną powłokę barokową. Grupę drugą stanowią natomiast po prostu zachodnie, bazylikalne kościoły, dostosowane do potrzeb kultu wschodniego. Do najważniejszych przykładów pierwszego typu należą: sobór św. Mikołaja w Niżynie (1654–1658). W stylu baroku kozackiego powstały na terenie dzisiejszej Rosji m.in. sobór Narodzenia Jezusa Chrystusa w Starodubie (1677), cerkiew Kazańskiej Ikony Matki Bożej w Moskwie (1698) i sobór Trójcy Świętej w Tiumeniu (ok. 1710).

##### Barok moskiewski
W latach 1682–1713 pojawił się moskiewski styl naryszkiński, stanowiący etap przejściowy od architektury rosyjskiej XVII wieku do dojrzałego baroku. Nazwa stylu pochodzi od kniaziów Naryszkinów. W okresie tym specyficzne, dekoracyjne elementy barokowe zaczęły przeważać nad elementami staroruskimi, jednak nie zastąpiły ich całkowicie. W konstrukcji budynków wiele elementów typowo rosyjskich również uległo zachowaniu. Barok moskiewski pozostawał pod wpływem baroku ukraińskiego, w mniejszym stopniu baroku polskiego, sarmackiego i wileńskiego. Do kluczowych budowli naryszkińskich należą: zabudowa Monastyru Nowodziewiczego z lat 1682–1688, sobór Borysa i Gleba w Riazaniu (1686, arch. Jakow Buchwostow) i cerkiew Zmartwychwstania Pańskiego w Moskwie (1687, arch. Siergiej Turczaninow). Do najznaczniejszych przykładów architektury świeckiej należy niezachowana wieża Sucharewa w Moskwie (1692–1695), w której mieściło się m.in. drugie najstarsze (po archangielskim) obserwatorium astronomiczne w Rosji, gmach Akademii Słowiano-Greko-Łacińskiej w Moskwie (1687) i gmach Prikazu Ziemskiego na Placu Czerwonym w Moskwie (około 1700).
Barok stroganowski (1688–1712) stanowił konserwatywny nurt w ramach moskiewskiego baroku, typowy dla rosyjskiej prowincji. Nazwa stylu pochodzi od fundatorów, kupców Stroganowowych. Głównymi przykładami stylu stroganowskiego są cztery świątynie prawosławne w Niżnym Nowogrodzie i na Rosyjskiej Północy, m.in. monaster Wprowadzenia Matki Bożej do Świątyni w Solwyczegodzku z soborem tego samego wezwania (ok. 1680–1697). Wpływ stylu stroganowskiego jest widoczny również w szeregu kolejnych budowli w Moskwie i na prowincji.
Barok golicyński (1690–1714) stanowił najbardziej radykalny nurt w ramach baroku moskiewskiego, całkowicie odrzucający wszelkie elementy tradycyjnej architektury rosyjskiej. Do najznaczniejszych przykładów stylu golicyńskiego należą budynki zaprojektowane na zamówienie kniaziów Golicynów (od których pochodzi nazwa stylu): cerkiew Ikony Matki Bożej „Znak” w Dubrowicach (1690–1697), cerkiew Narodzenia Bogurodzicy w Podmokłowie (1714–1722) i pałac Golicynów w Ochotnom Rjadzie (lata 80. XVII wieku).

##### Barok syberyjski i inne lokalne formy
Lokalne formy barokowe były rozwijane na Syberii, w Totmie, Wielkim Ustiugu, ziemi wiackiej i na Uralu (tzw. „cerkwie pochodjaszynskie”). Barok syberyjski charakteryzował się szczególnie bogatą dekoracyjnością, rozwinięciem tradycji uzoroczia, baroku moskiewskiego i kozackiego, wpływami sztuki azjatyckiej, szczególnie buddyjskiej i chińskiej. Do najstarszych przykładów baroku syberyjskiego należą cerkiew Zbawiciela w Irkucku (1706–1710) i cerkiew Zbawiciela w Tobolsku (1709–1713). Za wzorcowy przykład baroku syberyjskiego uważana jest Cerkiew Podwyższenia Krzyża Pańskiego w Irkucku (1747–1758). Głównymi przykładami lokalnego stylu barokowego z Totmy są cerkiew Narodzenia Jezusa Chrystusa (1746–1793) i cerkiew Wjazdu Pańskiego do Jerozolimy (1794). Oprócz wyżej wymienionych można jeszcze wydzielić inne grupy budynków: świątynie Prozorowskich, np. cerkiew Borysa i Gleba w Ziuzinie (1688–1704), cerkwie basztowe Jakowa Buchwostowa i pokrewne budynki, np. mury i brama wjazdowa z cerkwią nadbramną Wjazdu Chrystusa do Jerozolimy w Nowym Jeruzalem (1690–1697).

##### Barok piotrowski
Barok piotrowski (od 1697 roku do lat 30. XVIII wieku) – powstał pod wpływem indywidualnych manier architektów zachodnioeuropejskich, sprowadzonych przez cara Piotra I Wielkiego w celu budowy nowej stolicy kraju – Petersburga. Do głównych artystów zagranicznych należeli: Domenico Trezzini, Jean-Baptiste Le Blond, Andreas Schlüter, Giovanni Maria Fontana, Nicola Michetti i Gieorg Johann Mattarnovi. Vojeslav Molè zauważa, że wśród przybyszów z obcych krajów było wprawdzie dużo takich, których twórczość nie nasiąkła treścią rosyjską, skutkiem czego pozostała dla rozwoju sztuki rosyjskiej bez znaczenia; ale więksi, o wiele ważniejsi pośród nich są ci, których twórczość zrosła się tak całkowicie z rzeczywistością Rosji, że sama stała się po prostu rosyjską. Spośród rodzimych przedstawicieli baroku piotrowskiego wyróżnia się Michaił Zemcow. Styl piotrowski odznacza się wpływami francuskiego klasycyzmu i gotyku. Do głównych przykładów należą: Kunstkamera w Petersburgu (1718–1734), sobór Świętych Piotra i Pawła w Petersburgu, Dwór Mienszykowa w Petersburgu (1710–1720) i Pałac Mienszykowa w Oranienbaumie (1710–1720).

##### Barok jelizawetyński
Barok jelizawetyński (od lat 30. do lat 60. XVIII wieku) – stanowił połączenie baroku moskiewskiego i piotrowskiego z północnowłoskimi wzorami architektury. Do głównych przedstawicieli tego stylu należeli: Bartolomeo Rastrelli, Pietro Antonio Trezzini, Gottfried Johann Schädel, Dimitrij Uchtomski, Iwan Miczurin, Fiodor Argunow, Sawwa Czewakinski i Andriej Krasow. Styl ten objął swym zasięgiem zarówno Petersburg i Moskwę, jak i wiele miast prowincjonalnych (np. Charków, Jarosław, Kijów). Za przykłady mogą posłużyć: Pałac Zimowy w Petersburgu, Wielki Pałac Jekateryński w Carskim Siole, Wielki Pałac w Peterhofie, Cerkiew św. Klemensa w Moskwie (barokowa przebudowa w latach 1730 i 1756).

#### Rokoko
W połowie XVIII wieku doszło do nasilenia się w Rosji trendu rokoka w sztuce, głównie pod wpływem takich artystów jak Bartolomeo Rastrelli, Antonio Rinaldi i Étienne Maurice Falconet. Do jedynych w całości rokokowych budynków na terenie dzisiejszej Rosji należą Pałac Piotra I (1758–1762) i Pałac Chiński (1762–1768) w Oranienbaumie zaprojektowane przez Rinaldiego. Pojawiły się również rokokowe dekoracje pałacowych lic i wnętrz B. Rastrelliego oraz sztukaterie Sawwy Czewakinskiego. Z tego okresu pochodzą m.in. rokokowe wnętrza Wielkiego Pałacu w Gatczynie. W 1757 roku została otwarta Akademia Sztuk Pięknych w Petersburgu, która nadała malarstwu rosyjskiemu rolę i status międzynarodowy. Styl pierwszych malarzy akademickich oscylował wokół rokoka (Fiodor Rokotow, Iwan Argunow). Styl rokoka był rozwijany również w rzeźbie, ceramice, meblarstwie, sztuce jubilerskiej i złotnictwie.

##### Rzeźba barokowa
Na początku XVIII wieku doszło do rozwoju rzeźby barokowej, głównie pod wpływem twórczości Iwana Zarudnego (autora reliefów Wieży Mienszykowa z lat 1704–1707 i ikonostasu soboru Świętych Piotra i Pawła w Petersburgu z 1726 roku) oraz Carla Bartolomea Rastrelliego (autora Pomnika Piotra I w Petersburgu z lat 1724–1800, Posągu Anny Joanowny z Arabczykiem z 1741 roku i szeregu rzeźb portretowych wykazujących niekiedy cechy rokoka). Jednym z pierwszych rosyjskich pomników była niezachowana, barokowa Kolumna Zwycięstwa w Petersburgu (1721–1730) według projektu Rastrelliego. Do rzeźbiarzy działających w Rosji w I. połowie XVIII wieku należą również: Nicolas Pino, Andreas Schlüter (współautor Bursztynowej Komnaty) i Konrad Osner, jednak ich twórczość nie wywarła trwałego wpływu na sztukę rosyjską.
W II. połowie XVIII wieku rozwój rzeźby portretowej stał się jednym z największych sukcesów barokowej sztuki rosyjskiej. Rzeźba portretowa odzwierciedlała dążenia do poznania ludzkiego charakteru, zróżnicowanej psychologii i wyróżniała się wysoką jakością techniczną wykonania. Portrety tworzyli niemal wszyscy mistrzowie rzeźbiarstwa epoki: Fiodor Gordiejew, Michaił Kozłowski, Iwan Prokofiew, Iwan Martos, Feodosij Szczedrin. Istotny wpływ na rozwój portretu w rzeźbie miała twórczość Fiedota Szubina, którego dzieła wyróżniają się głęboką analizą charakteru modela, podkreśleniem psychologicznego aspektu portretu, oryginalnością i techniczną doskonałością.
Do głównych rzeźbiarzy rokokowych działających w Rosji należy Étienne Maurice Falconet, autor m.in. Zimy (1771) oraz Pomnika Piotra I w Petersburgu (1782), łączącego w sobie cechy barokowe i klasycystyczne. Do rzeźbiarzy okresu przejściowego, barokowo-klasycystycznego należy także Nicolas-François Gillet, specjalizujący się w rzeźbie portretowej (popiersie Iwana Szuwałowa z 1760 roku, popiersie wielkiego kniazia Pawła Pietrowicza z 1765 roku i inne).

##### Malarstwo barokowe
Parsuny, styl „friaski” oraz adaptacja sztuki zachodniej w Rosji umożliwiły wykształcenie się rosyjskiego malarstwa barokowego, akademickiego i klasycystycznego w XVIII wieku. Nastąpił rozwój portretu, scen rodzajowych, pojawiły się pierwsze akty, pejzaże i martwe natury. Silne wpływy malarstwa zachodniego i odstępstwa od zasad ikonografii są widoczne już w twórczości mistrzów zbrojowni kremlowskiej z II. połowy XVII wieku. Gwałtowny rozwój malarstwa nastąpił w okresie baroku piotrowskiego na początku XVIII wieku. Do rodzimych prekursorów malarstwa barokowego należą: Iwan Nikitin, Andriej Matwiejow, Aleksiej Antropow, Iwan Wiszniakow i Iwan Argunow. Do przedstawicieli dojrzałego i późnego malarstwa barokowego należą: Piotr Drożdin, Aleksiej Bielski, Michaił Machajew, Siemion Szczedrin, Fiodor Rokotow i Dmitrij Lewicki. W przeciągu całego XVIII wieku malarstwo rozwijało się pod silnym wpływem artystów zagranicznych, takich jak bracia Georg Christoph i Johann Friedrich Grooth, Pietro Antonio Rotari, Johann Gottfried Tannauer, Louis Caravaque, Jean-Marc Nattier, Stefano Torelli i Gregorio Guglielmi.

#### Klasycyzm
Od lat 60. XVIII wieku do lat 30. XIX wieku dominował klasycyzm, który w 1824 roku stał się pierwszym stylem oficjalnym w historii Rosji. W ramach klasycyzmu były rozwijane m.in. palladianizm (lata 1780–1820 oraz przełom XIX i XX wieku), empire (lata 20.–40. XIX wieku) oraz styl neogrecki (lata 70.–90. XIX wieku). Od początku XIX wieku do Rosji przenikał także z Zachodu neoklasycyzm, szczególnie niemiecki. Ze względu na specyfikę rozwoju sztuki w Rosji, rozdzielenie klasycyzmu od neoklasycyzmu nastręcza trudności i bywa różnie tłumaczone. Mimo znacznej popularności klasycyzm nie zastąpił całkowicie architektury barokowej, która była nadal rozwijana na prowincji do początku XIX wieku (Syberia, Ukraina, Ural). Równolegle były rozwijane również inne style, np. historyzm i eklektyzm. Okres dominacji klasycyzmu wiązał się z dalszym gwałtownym rozwojem sztuki zapoczątkowanym w okresie baroku. W 1820 roku utworzono Cesarskie Towarzystwo Zachęty Sztuk Pięknych w Petersburgu, w 1825 roku rozpoczęła w Moskwie działalność „Stroganowka”, a w latach 1832–1843 powstała Szkoła Malarstwa i Rzeźby Moskiewskiego Towarzystwa Artystycznego.
W latach 40.–60. XVIII wieku pojawiła się architektura przejściowa, łącząca w sobie zarówno elementy barokowe, jak i klasycystyczne, np. Kościół św. Katarzyny w Petersburgu (1738–1783), Sobór Jekateryński w Jamburgu (1764–1782) oraz Akademia Sztuk Pięknych w Petersburgu z wyraźnie już dominującymi cechami klasycystycznymi (1764–1788). Do głównych architektów wczesnego klasycyzmu należą m.in. Antonio Rinaldi, Aleksandr Kokorinow, Jean-Baptiste Vallin de la Mothe, Georg Friedrich Veldten i Karł Blank. Do głównych przedstawicieli dojrzałego klasyczmu rosyjskiego należą: Wasilij Bażenow, Iwan Starow i Matwiej Kazakow. Do najważniejszych zabytków stylu klasycyzmu należą liczne budynki na terenie Petersburga, np. Ławra Aleksandra Newskiego (1776–1790, arch. Iwan Starow).
Palladianizm pojawił się w Rosji głównie pod wpływem twórczości Charlesa Camerona i wyróżniał się na tle pozostałych nurtów klasycyzmu intymnością, elegancką prostotą, wyrafinowaną dekoracją i organicznym związkiem budynku z otaczającym go środowiskiem. Przykładami palladianizmu są m.in. Galeria i Chołodnaja Bania z Agatowskimi komnatami w Carskim Siole (lata 80. XVIII wieku, arch. Charles Cameron), Pałac Cesarski w Pawłowsku (1782–1786, arch. Ch. Cameron), Instytut Smolny w Petersburgu (1806, arch. Giacomo Quarenghi), Teatr Ermitażnyj w Petersburgu (1783–1787, arch. G. Quarenghi), Pałac Aleksandrowski w Carskim Siole (1792–1796, arch. G. Quarenghi). Palladianizm oferował swoją wersję architektury parkowej, tzw. angielskie parki, podkreślające znaczenie naturalnego krajobrazu i wyrażające oświeceniową ideę jedności człowieka i natury, np. park carskiej rezydencji w Pawłowsku (1772–1828, arch. Ch. Cameron, W. Brenna, P. Gonzagi). Znaczną rolę w popularyzacji palladianizmu w Rosji odegrał architekt Nikołaj Lwow. Na przełomie XIX i XX wieku kontynuatorem tradycji rosyjskiego palladianizmu był Iwan Żołtowski.
W okresie panowania cara Aleksandra I, dominacji francuskiej w Europie i wojen napoleońskich, doszło w Rosji do rozkwitu stylu empire. Nowy kierunek miał demonstrować potęgę i niezależność Cesarstwa Rosyjskiego. Empire często przejawiał się w monumentalnych kompleksach architektonicznych, takich jak plan i zabudowa ulicy Teatralnej w Petersburgu architekta Carla Rossiego, wschodni cypel Wyspy Wasilewskiej wraz z nową giełdą petersburską architekta Jean-François Thomasa de Thomona, oraz budynkach publicznych, np. Admiralicji w Petersburgu (1806–1823, arch. Andriej Zacharow) i Instytutu Górniczego (1806–1811, arch. Andriej Woronichin).
Styl klasycystyczny w Rosji pozostawał od lat 30. XIX wieku w cieniu romantyzmu, historyzmu i eklektyzmu, jednak był nadal stosowany do początku XX wieku, szczególnie w neogreckim i palladiańskim wariantach. Po 1900 roku pojawił się retrospektywizm, czyli neoklasycyzm rosyjski odwołujący się do specjalnie podkreślanych form klasycystycznych minionych epok. Neoklasycyzm wpłynął następnie na formowanie się stylu socrealistycznego w architekturze radzieckiej.

##### Rzeźba klasycystyczna
Pod koniec XVIII wieku nastąpił ogólny zwrot w rzeźbiarstwie w kierunku klasycyzmu. Fiodor Gordiejew, Iwan Martos, Feodosij Szczedrin, Michaił Kozłowski, Iwan Prokofiew i inni rzeźbiarze tworzący początkowo w stylu baroku, w swych dojrzałych pracach zaczęli wyrażać już estetyczny ideał klasycyzmu. Starożytna rzeźba stała się głównym wzorem dla artystów, próbujących wyrażać współczesne im problemy za pomocą antycznych wzorów i środków wyrazu. Kluczowy wpływ na rozwój rzeźby miał Fiodor Gordiejew, autor „Prometeusza”, klasycyzujących nagrobków i serii swobodnych kopii antycznych posągów. Do najważniejszych rzeźbiarzy końca XVIII wieku należał Michaił Kozłowski, którego dzieła nasycone są poczuciem obowiązku obywatelskiego i ideałami patriotyzmu, m.in. „Herkules na koniu”, „Jakow Dołgoruki”, „Czuwanie Aleksandra Macedońskiego”. Szczególne znaczenie mają fontanna „Samson” i Wielka Kaskada w Parku Peterhofskim, uważane za najważniejsze przejawy klasycyzmu rosyjskiego w XVIII wieku. W pracah nad nimi został zaangażowany zespół zagranicznych i rosyjskich artystów, którzy wspólnie zmierzyli się z problemem syntezy sztuk. Oprócz odlewów z antycznych posągów, zostały stworzone nowe, np. „Perseusz”, „Syreny” i „Newa” Szczedrina, „Wołchow” Prokofiewa, „Pandora” Szubina i „Akteon” Martosa. Pomnik Aleksandra Suworowa w Petersburgu (1799–1801) autorstwa Kozłowskiego, stanowiący syntezę rosyjskiej postawy obywatelskiej i czci zwycięstwa, był największym osiągnięciem rzeźby końca XVIII wieku. Rosyjski wódz jest pokazany z mieczem i tarczą w ręku, w porywistym ruchu, niczym antyczny bohater. W I. połowie XIX wieku sukces odniosła rzeźba portretowa, w szczególności dzieła Iwana Witaliego i Samuila Galberga.
Rozwój rzeźby empire odbywał się równolegle do rozwoju monumentalnej, imperialnej architektury Rosji. Do głównych przykładów syntezy rzeźby i architektury należą wystrój fasady Sztabu Głównego (Wasilij Demuth-Malinowski i Stepan Pimenow), Moskiewskiego Łuku Triumfalnego (Iwan Witali i Iwan Timofiejew), Narwskiego Łuku Triumfalnego (W. Demuth-Malinowski, S. Pimenow i Piotr Clodt), Admiralicji w Petersburgu (1823, F. Szczedrin, W. Demuth-Malinowski, S. Pimenow, Iwan Tierbieniew), rzeźby Nowej Giełdy w Petersburgu, zwłaszcza ustawionych naprzeciwko budynku Giełdy kolumn rostralnych (1805–1810). Czołowym rzeźbiarzem stylu empire na początku XIX wieku był Iwan Martes, autor Pomnika Minina i Pożarskiego w Moskwie (1804–1818). Kontynuację tematki patriotycznej stanowiły prace Borisa Orłowskiego, m.in. pomniki Kutuzowa i Barclay de Tolly przed Soborem Kazańskim w Petersburgu, dzieła Wasilija Demuth-Malinowskiego, np. „Rosyjski Scewola” i seria medalionów Fiodora Tołstoja, poświęconych wojnie w 1812 roku. W dziełach empire rozbrzmiewały patriotyczne idee, z głównym, zbiorowym bohaterem w postaci narodu rosyjskiego, odniósłszego drogie zwycięstwo w wojnie z Francuzami. Typowymi motywami rzeźby stały się: alegoryczna figura Chwały w rydwanie, figury koni i żołnierzy w uroczystym marszu, wojskowa armatura, alegoryczny obraz wyzwolenia Moskwy itp. Rzeźba empire stała się integralną częścią smukłych, surowych portyków i łukowych przęseł, nadających zespołom miejskim specyficzną, surową urodę, nowe znaczenie i wzbogacając je mnóstwem gier światła i cienia. Głównym sukcesem rzeźby tego okresu było przekazywanie głębokich treści za pomocą stosunkowo prostych, surowych, eleganckich i monumentalnych form.

##### Malarstwo klasycystyczne i sentymentalne
Do najwybitniejszych malarzy klasycystycznych należą: Karł Christinek, Iwan Argunow, Dmitrij Lewicki, Władimir Borowikowski, Leontij Miropolski, Anton Łosenko i Piotr Sokołow. Mimo pojawienia się romantyzmu w latach 20. XIX wieku, tradycja malarstwa klasycystycznego była nadal kontynuowana przez takich artystów jak Aleksandr Iwanow (autor obrazów „Apollo” z 1934 roku i „Chrystus ukazuje się ludowi”, namalowanego w latach 1837–1857) i Wasilij Chudjakow (autor płótna „Potyczka z fińskimi przemytnikami” z 1853 roku).
Malarstwo sentymentalne pojawiło się w Rosji w okresie od lat 70. XVIII wieku do lat 20. XIX wieku, głównie pod wpływem sztuki angielskiej, w tym artystów angielskich działających w Rosji i ich uczniów (np. Richard Brompton i John Wolker). Do głównych dzieł sentymentalizmu należą: portrety pędzla Iwana Argunowa, Władimira Borowikowskiego i Dmitrija Lewickiego, pejzaże Fiodora Matwiejewa i Andrieja Martynowa, grafika Fiodora Tołstoja, miniatury i grafiki Gawriiły Skorodumowa oraz Augustina Ritta.

#### Romantyzm, historyzm i eklektyzm
Od lat 20. XVIII wieku barok i później klasycyzm ewoluowały w kierunku architektury sentymentalnej, romantycznej, eklektycznej i historystycznej w Rosji. Jako pierwsze pojawiły się style egiptyzujący, neogotycki i chinoiserie. Następnie były rozwijane style: bizantyjsko-rosyjski (neorosyjski), neobizantyjski, neomauretański, neorenesansowy, neobarokowy, których elementy były często ze sobą swobodnie łączone. Niektóre style, np. neoromański pojawiały się okazionalnie, w odosobnionych przykładach. W XIX wieku pojawił się również eklektyzm i tendencje neoromantyczne w architekturze. Style klasycystyczny, neorosyjski i neobizantyjski jako jedyne zyskały status stylu oficjalnego Rosji na przestrzeni lat 1824–1917.

##### Neogotyk
W przeciwieństwie do gotyku, styl neogotycki szybko zadomowił się w Rosji i znalazł szerokie zastosowanie w architekturze. Neogotyk pojawił się w Rosji w okresie panowania Katarzyny II (1762–1796) i początkowo bywał łączony z elementami baroku, klasycyzmu i groteski. Do czołowych architektów neogotyckich należeli: Georg Friedrich Veldten, Wasilij Bażenow i Matwiej Kazakow. Do wczesnych przykładów należą: Pałac Czesmeński w Petersburgu (1774–1777), Pałac Piotrowski w Moskwie (1776), Wielki Pałac w Carycynie (1776), cerkiew Czesmeńska (1777) i cerkiew Włodzimierskiej Ikony Matki Bożej w Bykowie (1789). W przeciągu całego XIX i początku XX wieku pojawił się szereg nowo wybudowanych ruin, bram, niewielkich zamków i pałaców w duchu romantyzmu, np. Jaskółcze Gniazdo na Krymie (1911–1912). W latach 20. i 30. XIX wieku pojawiły się pierwsze budowle w stylu gotyku angielskiego, np. Cottage w Peterhofie (1826–1829), kaplica św. Aleksandra Newskiego w Peterhofie (1833) i dworzec kolejowy „Nowy Peterhof” (1857). Styl neogotycki bywał niekiedy łączony z innymi stylami, np. neorosyjskim, neobarokowym i neomauretańskim.

##### Chinoiserie, architektura buddyjska
W II. połowie XVIII wieku pojawił się chinoiserie (kitajszczina) – eklektyczny styl w sztuce, wzornictwie i architekturze rosyjskiej nawiązujący do kultury chińskiej. Do najbardziej znaczących przykładów tego stylu w Rosji i całej Europie należy Chińska Wioska z Teatrem Chińskim i innymi obiektami w Carskim Siole, wybudowana na zamówienie Katarzyny II. Kolejnym przykładem jest rokokowy Pałac Chiński w Oranienbaumie (1762–1768). Elementem tego nurtu były tzw. chińskie pokoje w barokowych i rokokowych pałacach arystokracji rosyjskiej, np. Sala Chińska, Niebieski Pokój i pokój Aleksandra I w Wielkim Pałacu Jekateryńskim w Carskim Siole. Kolejne przykłady chinoiserie pojawiły się wraz ze wzrostem wymiany handlowej rosyjsko-chińskiej w XIX wieku, np. Jarmark Chiński w Niżnym Nowogrodzie, na którym były sprzedawane głównie towary chińskie.
Obok chinoiserie była rozwijana również autentyczna sztuka buddyjska. Ciekawym zabytkiem są pozostałości grodu Bor-Bażin na jeziorze Tierie-Chol z VIII–IX wieku, początkowo przypuszczalnie ujgurskiej twierdzy, następnie być może świątyni buddyjskiej. Na przestrzeni IX–XIII wieku buddyzm przyjęły plemiona Tuwińców, Buriatów i Kałmuków, które następnie stworzyły podwaliny pod rosyjską sztukę buddyjską (np. dacany Tamczinski i Agiński z XIX wieku). W XIX i na początku XX wieku doszło do rozwoju stylu tybetańskiego w architekturze carskiej Rosji, głównie na potrzeby buddyjskiej diaspory. W latach 1909–1915 wybudowano Świątynię buddyjską w Petersburgu. W prace nad jej projektem byli zaangażowani najprzedniejsi ówcześni orientaliści i architekci rosyjscy. Do głównych współczesnych przykładów sztuki buddyjskiej należą Dacan Iwołgiński (1945–2008) i Złota Świątynia w Eliście (XXI wiek). Dacan Iwołgiński stanowi obecnie największy ośrodek buddyzmu w azjatyckiej części Rosji.

##### Styl neomauretański
Styl neomauretański pojawił się w okresie romantyzmu od lat 20. do lat 50. XIX wieku oraz od lat 80. XIX wieku do 1917 roku pod wpływem neoromantyzmu. Do najstarszych przykładów należą m.in. Pałac Woroncowa w Ałupce (1828–1855), Pałac Dulber w Mischoriu (XIX wiek, arch. Nikołaj Krasnow) i Turecka Bania w Carskim Siole (1852). W II. połowie XIX i na początku XX wieku stał się stylem synagog i meczetów rosyjskich. Często był łączony z innymi stylami w ramach eklektyzmu: neoromanizmem, stylem neobizantyjskim (np. Teatr Cesarski w Tbilisi z 1896 roku, Tyfilijski Dworzec Kolejowy w Baku z lat 1878–1884), późnogotyckim stylem manuelańskim (np. Dom Morozowa w Moskwie z lat 1895–1899) i architekturą islamu. Charakterystyczne dla sztuki islamskiej w Rosji elementy ludowe i wpływy rosyjskie, a także tendencje eklektyczne (np. Meczet we Władykaukazie z 1908, arch. Józef Płoszko) i modernistyczne (np. Meczet w Petersburgu z lat 1909–1921, arch. Nikołaj Wasiljew) odróżniają ją od islamskiej sztuki arabskiej czy tureckiej.

##### Neorenesans
Neorenesans w XIX wieku, podobnie jak neobarok, był stylem mniej lub bardziej łączonym z elementami innych stylów w ramach eklektyzmu. Do budynków z przeważającymi cechami neorenesansowymi należą m.in. Dworzec Moskiewski w Petersburgu według projektu Konstantina Thona (1844–1851) i Instytut Wawilowa w Petersburgu N. Efimowa (1844–1850). Do pierwszych w całości neorenesansowych budowli należy Pałac Władymirowski w Petersburgu (1867–1872) zaprojektowany przez Andrieja Huhna oraz Pałac w Liwadii Nikołaja Krasnowa (XIX wiek). W 2. połowie XIX wieku rozwinął się w Rosji styl châteauesque, nawiązujący do architektury renesansowych zamków Doliny Loary, m.in. Zamek Meyendorff w Poduszkinie (1874–1875) i Pałac Carski w Massandrze (1881–1902). Przykładem XX-wiecznej retrospektywnej architektury neorenesansowej jest dom Tarasowa w Moskwie (1912). Neorenesans obok neoklasycyzmu i innych stylów stał się po 1917 roku inspiracją dla rozwoju architektury socrealistycznej w Rosji Radzieckiej.

##### Neobarok i neorokoko
Neobarok w XIX wieku był stylem mniej lub bardziej łączonym z elementami innych stylów w ramach eklektyzmu. Do budynków z przeważającymi cechami neobarokowymi należą m.in. Pałac Biełosielskich-Biełozierskich w Petersburgu (1846–1848), Pałac Alferaki w Taganrogu (1848) i dacza kniahini Zenaidy Jusupowej w Carskim Siole (1856). Pojawiły się również projekty neorokokowe Ippolita Monighettiego, np. wnętrza Pałacu Jekateryńskiego w Carskim Siole. Powrót do czystych form barokowych nastąpił wraz z retrospektywizmem w latach 1900–1917. Wybudowano m.in. cerkiew Zmartwychwstania Chrystusa na Cmentarzu Smoleńskim w Petersburgu (1901–1903) w stylu baroku naryszkińskiego, cerkiew Opieki Najświętszej Bogurodzicy w Plesziwecu (1902–1907) w stylu baroku kozackiego z wpływami modernizmu i czasownię przy soborze św. Samsona w Petersburgu (1909) w stylu baroku jelizawetyńskiego.

##### Eklektyzm
Tendencje eklektyczne występowały w sztuce rosyjskiej od zawsze, jednak dopiero w XIX wieku eklektyzm zaczął stanowić odrębny, świadomy kierunek w architekturze. Wczesny eklektyzm w Rosji pojawił się w latach 30.–60. XIX wieku i dotyczył początkowo architektury głównie świeckiej, później także sakralnej. Wzorcowymi budynkami eklektycznymi są: Pałac Biełosielskich-Biełozierskich w Petersburgu z wyraźnie dominującym neobarokiem (1846–1848) i sobór Chrystusa Zbawiciela w Moskwie (1839–1880) w stylu neorosyjskim. Czołowymi przedstawicielami eklektyzmu są: Andriej Stackenschneider, Michaił Wykowski, Aleksandr Kaminski, Roman Klein i Konstantin Thon. Stworzony przez Thona styl neorosyjski, łączący w sobie elementy głównie staroruskie i klasycystyczne był eklektyczny. Większość rosyjskich budowli neobarokowych lub neorenesansowych nosi cechy innych stylów, jednak były one początkowo wykorzystywane w poszczególnych projektach z osobna, nie współtworząc nowych form.
Dojrzały eklektyzm w Rosji przypada na lata 70.–90. XIX wieku. Styl ten charakteryzował się bogactwem dekoracji, podkreślającej reprezentatywne formy. Do tej pory używane z osobna różne style historystyczne zaczęły być łączone razem, tworząc nowe formy architektoniczne, głównie na licach budynków. Pojawiły się także bardziej oryginalne projekty, np. Wierchnije Torgowyje Riady (1890–1893), stanowiące splot stylu neorosyjskiego, neorenesansu i inżynierii strukturalnej Władimira Szuchowa. Do przykładów eklektyki sakralnej należy dzwonnica przy cerkwi Mądrości Bożej w Moskwie (1890). Eklektyzm pojawił się w Rosji również w architekturze wnętrz, meblarstwie i innych rzemiosłach artystycznych, czerpiąc pod koniec XIX wieku liczne wzory z modernizmu i jednocześnie samemu na niego oddziałując.

##### Malarstwo romantyczne
Malarstwo akademickie w Rosji podlegało od lat 20. do lat 60. XIX wieku wpływom romantyzmu. Do głównych malarzy tego okresu należą: Oriest Kiprienski, Karł Briułłow, Iwan Ajwazowski, Aleksandr Kotzebue i Wasilij Tropinin. Przykładem malarstwa przejściowego, łączącego w sobie cechy klasycystyczne i romantyczne jest Ostatni dzień Pompei (1827–1833) pędzla Briułłowa. Ważnymi tematami w rosyjskim malarstwie romantycznym były wojny napoleońskie, wojny z Turcją, pejzaż śródziemnomorski, krajobraz Bałkanów, Krymu i Kaukazu. Za wczesny przykład malarstwa romantycznego uchodzi Portret Jewgrafa Dawidowa (1812) Oriesta Kiprienskiego. Aleksandr Kotzebue uwiecznił na swych płótnach szereg bitew i potyczek Rosjan z Francuzami. Mistrzem pejzażu morskiego i morskich scen batalistycznych był Iwan Ajwazowski, autor takich dzieł jak Bitwa czesmińska (1848), Dziewiąta fala (1850) i Tęcza (1873).

##### Styl bizantyjsko-rosyjski (neorosyjski)
Początki poszukiwań rosyjskiego stylu narodowego sięgają okresu romantyzmu. W 1824 roku został wydany pierwszy w historii Rosji album 31 urzędowo zatwierdzonych projektów sakralnych w duchu klasycyzmu. W 1826 roku Świątobliwy Synod pod naciskiem opinii publicznej zwrócił się do cara Mikołaja I z prośbą uzupełnienia albumu o nowe projekty, odwołujące się do dawnej architektury prawosławnej. Najstarszymi przykładami poszukiwań nowego stylu są cerkiew św. Aleksandra Newskiego w Poczdamie (1826–1829) i niezachowana druga cerkiew Dziesięcinna w Kijowie (1828–1842), zaprojektowane przez Wasilija Stasowa i noszące cechy m.in. dawnej architektury rosyjskiej oraz niemieckiego neoklasycyzmu.
Konstantin Thon stał się twórcą i pierwszym teoretykiem stylu neorosyjskiego, zwanego niekiedy „pseudorosyjskim”. Styl ten opracowany na prośbę Mikołaja I nawiązywał do staroruskich wzorów architektury z zachowaniem nowoczesnych elementów, głównie klasycystycznych. Zapoczątkowany przez Thona monumentalny i eklektyczny styl wpisał się w poszukiwania rosyjskiego stylu narodowego i cieszył się szeroką aprobatą do lat 70. XIX wieku. Do najważniejszych sakralnych projektów Thona należą: cerkiew św. Katarzyny w Jelizawethofie (1830–1837), sobór Wprowadzenia Matki Bożej do Świątyni w Petersburgu (1834–1842) i sobór Chrystusa Zbawiciela w Moskwie (1839–1880), stanowiący do dziś największą świątynię prawosławną na świecie. Projekty Thona zostały uznane w ukazie z 1841 roku za „zalecane” przy budowie prawosławnych cerkwi. Od lat 40. XIX wieku dochodziło do nasilania się krytyki eklektycznego, surowego i chłodnego stylu Thona oraz mniejszych lub większych odstępstw od jego projektów. Do wczesnych przykładów modyfikacji projektu Thona należy sobór Wniebowstąpienia Pańskiego w Jelcu (1845–1889). Mimo krytyki architektura Thona stanowiła ważny impuls w rozwoju sztuki rosyjskiej, który zwrócił uwagę budowniczych na tradycyjną architekturę prawosławną i wpłynął na formowanie się „czystego” stylu neorosyjskiego pod koniec lat 60. XIX wieku. Liczniejsze odwołania do stylu Thona pojawiły się ponownie w latach 1898–1917 oraz po 1991 roku.
Pomimo promocji sztuki bizantyjskiej rozpoczętej przez Mikołaja I w 1826 roku i ukazu z 1841 roku, w którym położono nacisk na stosowanie „w miarę możliwości” starożytnych wzorów bizantyjskich, styl Thona lat 30. i 40. XIX wieku nie wykazywał żadnych cech bizantyjskich świątyń. Styl neobizantyjski wykształcił się w Rosji dopiero w latach 50. XIX wieku i od tego czasu bywał niekiedy łączony ze stylem neorosyjskim, np. w soborze metropolitalnym Świętej Równej Apostołom Marii Magdaleny w Warszawie (1867–1869, arch. Nikołaj Syczew) i soborze Aleksandra Newskiego w Niżnym Nowogrodzie (1868–1881).
W latach 40. XIX wieku Thon rozpoczął projektowanie nowych świątyń z rosyjskimi dachami hełmowymi, m.in. cerkiew Zwiastowania w Petersburgu (1844–1849) i sobór Narodzenia Bogurodzicy w Krasnojarsku (1845–1861). Aleksiej Gornostajew, zainspirowany dawną architekturą Rosyjskiej Północy, wzbogacił styl neorosyjski o kolejne tradycyjne elementy, odrzucając większość wzorów klasycyzujących Thona. Zaprojektował m.in. skit św. Mikołaja Monastyru Wałaamskiego (1851), sobór Zaśnięcia Bogurodzicy Ławry Świętogórskiej (1859–1868) i sobór Zaśnięcia Matki Bożej w Helsinkach (1862–1868).
Od końca lat 60. XIX wieku styl neorosyjski zaczął ulegać zróżnicowaniu na szereg wariantów nawołujących do odrzucenia sztuki Zachodu, czerpania wzorów z budownictwa ludowego, architektury rosyjskiej XVII wieku, ewentualnie dawnej architektury rosyjskiej z zachowaniem niektórych wpływów bizantyjskich, renesansu, baroku, klasycyzmu lub modernizmu. Do najważniejszych zabytków należą: sobór Aleksandra Newskiego w Niżnym Nowogrodzie (1867–1880), sobór Zmartwychwstania Pańskiego w Petersburgu (1883–1907), sobór Świętych Piotra i Pawła w Peterhofie (1895–1905).
W 1898 roku w architekturze sakralnej nastąpił ponowny zwrot ku klasycyzującej architekturze i zmodyfikowanego stylu Thona. Zostają wzniesione m.in. niezachowany sobór Objawienia Pańskiego w Moskwie-Dorogomiłowie (1898–1910), sobór Iwerskiej Ikony Matki Bożej Monasteru Pierierwińskiego (1904–1908), cerkiew-dzwonnica Zmartwychwstania Pańskiego na Cmentarzu Rogożskim (1907–1913), staroobrzędowa cerkiew św. Mikołaja Cudotwórcy w Moskwie (1914–1921).
W latach 1900–1917 oddziałował na styl neorosyjski retrospektywizm. Pojawiły się „czyste”, specjalnie podkreślane formy architektury staroruskiej łączone niekiedy z elementami modernizmu. Głównymi wzorami stały się dawna architektura pskowska i nowogrodzka z „białego kamienia”. Do zachowanych cerkwi należą sobór Zmartwychwstania Pańskiego w Twerze (1912–1913) i świątynia św. Piotra Metropolity Moskiewskiego w Petersburgu (1911–1912). Do głównych świątyń nawiązujących do budownictwa włodzimiersko-suzdalskiego należała cerkiew Chrystusa Zbawiciela na Wodach w Petersburgu (1910), która zarazem była najbardziej zbliżona do autentycznej architektury staroruskiej.
Od lat 80. XIX wieku do 1917 roku pojawił się trend modernistyczny w neorosyjskiej architekturze sakralnej, dotyczący głównie mniejszych projektów. Modernizm nie miał na celu zaprzeczania czy zrywania z rosyjską cerkiewną tradycją architektoniczną, lecz stanowił jej rozwinięcie poprzez stosowanie nowoczesnych rozwiązań technicznych i artystycznych w ramach tradycyjnych form.
Najstarszymi przykładami tego typu budowli są m.in. cerkiew Obrazu Chrystusa Nie Ludzką Ręką Uczynionego w Abramcewie (1881–1882) według projektu Wiktora Wasniecowa, niezachowana drewniana cerkiew Wszystkich Świętych w Nadieżdinsku (1896–1898), cerkiew św. Ducha w Tałaszkinie (1902–1905), cerkiew Zmartwychwstania Pańskiego w Sokolnikach (1903–1912), świątynia Św. Trójcy w Bałakowie (1908–1909), monaster Świętych Marty i Marii w Moskwie (1908–1911), cerkiew Opieki Najświętszej Bogurodzicy w Petersburgu (1912–1913), drewniana cerkiew Ikony Matki Bożej Kazańskiej w Wyricy (1912–1914), cerkiew Sergiusza z Radoneża na Kulikowym Polu (1913) i cerkiew Obrazu Chrystusa Nie Ludzką Ręką Uczynionego w Klaźmie (1913), będąca zarazem najstarszą żelbetową świątynią w Rosji.
Na początku XX wieku również niektóre cerkwie staroobrzędowców zaczęły być budowane w stylu modernizmu. Do najstarszych modernistycznych cerkwi staroobrzędowych należy cerkiew Ikony Matki Bożej „Znak” w Petersburgu (1906–1907) wybudowana według projektu Dmitrija Kryżanowskiego z własną kotłownią, parowym systemem ogrzewania ścian i wentylacją. Do kolejnych należały projekty Ilji Bondarenki, np. cerkiew na Małym Gawrikowie w Moskwie (1911).
Po upadku komunizmu w 1991 roku nastąpiło odrodzenie się stylu neorosyjskiego. Odbudowano wiele zniszczonych obiektów, m.in. sobór Chrystusa Zbawiciela w Moskwie (1990–2000) i Wielkiego Złatousta w Jekaterynburgu (2006–2013). Wybudowano nowy sobór Zwiastowania w Woroneżu (1998–2009), sobór św. Trójcy w Magadanie (2001–2008) i sobór Przemienienia Pańskiego w Chabarowsku (2001–2004). Pojawiło się także kilka przykładów zmodernizowanego stylu rosyjskiego, np. cerkiew św. Jerzego w Dorogomiłowie (1994–1995), cerkiew św. Pantelejmona w Rostowie nad Donem (1996–1997), cerkiew św. Piotra w Petersburgu (2005–2010), czasownia św. Aleksandra Newskiego w Korolowie (1998–1999) i sobór Chrystusa Zbawiciela w Królewcu (2004–2006).

##### Neorosyjska architektura świecka
W okresie od lat 30. XIX wieku do lat 20. XX wieku pojawiły się często monumentalne i funkcjonalne budynki świeckie w stylu neorosyjskim. Do najstarszych należały Wielki Pałac (1838–1849) i zbrojownia kremla moskiewskiego (1849–1851) zaprojektowane przez Thona. Architekt wykorzystał w swych projektach elementy istniejących, przedbarokowych pałaców w dawnym stylu rosyjskim, łącząc je z architekturą klasycystyczną.
Pod koniec lat 60. XIX wieku Wiktor Hartmann i Iwan Ropet rozpoczęli projektowanie kolejnych budowli neorosyjskich znacznie bardziej odwołujących się do autentycznych wzorów rosyjskiej architektury przedbarokowej i budownictwa ludowego. W 1872 roku wybudowano Typografię Mamontowa i Teatr Narodowy na Placu Warwarinskim w Moskwie, które stały się wzorami dla kolejnych budynków. W 1875 roku rozpoczęto budowę Państwowego Muzeum Historycznego w Moskwie i Muzeum Politechnicznego w Moskwie nawiązujących do XVI-wiecznej moskiewskiej architektury.
Następnymi ważnymi obiektami były: Teatr Korsza w Moskwie (1882), Teatr Paradies w Moskwie (1885), Teatr Dramatyczny w Samarze (1888), elektrostacja „Nowy Maneż” w Moskwie (1888), moskiewska Duma Miejska (1890–1892), dworzec kolejowy we Władywostoku (1891–1893), Targi w Niżnym Nowogrodzie (1893–1896), Wierchnije Torgowyje Riady z zastosowaną inżynierią strukturalną (1893). Wiele obiektów nosiło cechy eklektyczne. Za najbardziej „czysty” przykład stylu neorosyjskiego w architekturze świeckiej uważany jest dom Igumnowa w Moskwie (1888–1895).
Na początku XX wieku dochodzi do splotu stylu neorosyjskiego z modernizmem i retrospektywizmem, np. Dworzec Jarosławowski w Moskwie (1902) i dom przy ulicy Plutałowej 2 w Petersburgu (1911–1913). Styl neorosyjski w budownictwie świeckim przestał być szerzej stosowany w latach 20. XX wieku. Do rzadkich przykładów nawiązań do stylu neorosyjskiego w okresie radzieckim należy kawiarnia „Łabędź” na terenie WWC z połowy lat 50. Po 1991 roku zaczęto ponownie realizować projekty w stylu neorosyjskim, np. kreml izmajłowski w Moskwie (1998–2007).

##### Neorosyjskie małe formy architektoniczne
W 1856 roku Nikołaj Nikitin zaprojektował malutką Izbę Pogodinską na Dziewiczym Polu w duchu słowianofilstwa, która stała się źródłem inspiracji dla kolejnych, niekiedy bardzo okazałych drewnianych: izb, dacz, bani, siedzib (ros. usadba), dworków (ros. osobnjak), pałaców i dworów (ros. dworiec). Pierwszym budynkiem w stylu neorosyjskim jest dworek braci Stiepanowych w Czelabińsku z około 1865 roku zainspirowany uralskim budownictwem ludowym. Ważnymi budynkami są bania „Teremok” (1872–1878) i studio-pracownia w Abramcewie (1873–1877), dom Sazanowa w Ostaszewie (1897) i izba „Teremok” we Fljonowie (1901). Budownictwo tego typu uległo z czasem silnym wpływom modernizmu (np. dworek Szorina w Gorochowcu z początku XX wieku) i eklektyzmu, np. dacza Marii Kleinmichel na Wyspie Kamiennej (1908–1911) i dacza Pawła Baszenina w Sarapule (1909) z elementami neogotyku. Do rzadkich, zachowanych przykładów małej architektury neorosyjskiej w Polsce należy Dworek Gubernatora Grodzieńskiego (1845, neorosyjska przebudowa nastąpiła później) w parku pałacowym w Białowieży.
Do architektów inspirujących się folklorem i stosujących nowe, niestandardowe formy należeli Wiktor Hartmann i Iwan Ropet. Zapoczątkowany przez nich fantazyjny styl bywa nazywany „baśniowym”. Położyli oni podwaliny pod rosyjską architekturę pawilonów wystawienniczych, carskich stacji koronacyjnych, przystanków, kiosków itp. W XX wieku kontynuatorami tej tradycji stali się Fiodor Schechtel i Ilja Gołosow.

##### Styl neobizantyjski
Rosyjskie budownictwo neobizantyjskie pojawiło się wraz z obecnością Rosjan na Bałkanach i Kaukazie na przełomie lat 40. i 50. XIX wieku, inspiracją miejscową sztuką i zabytkami bizantyjskimi, w tym Hagią Sophią. Najstarszym, odosobnionym przykładem nawiązań do architektury bizantyjskiej połączonej z klasycyzmem jest sobór Mądrości Bożej w Carskim Siole (1780–1788). Od lat 20. XIX wieku pewne cechy bizantyjskie wykazują również staroruskie formy w stylu neorosyjskim. W przeciwieństwie do stylu neorosyjskiego, styl neobizantyjski był rozwijany również w pozostałych krajach prawosławnych, krajach niemieckich, Palestynie, Anglii, USA i innych.
Architektura neobizantyjska była rozwijana w wielu odmianach i regionach Rosji, w szczególności na południu Cesarstwa. Do pionierów architektury neobizantyjskiej należeli m.in. Grigorij Gagarin, Dawid Grimm, Wasilij Kosjakow, Roman Kuźmin. Najstarsze przykłady stylu neobizantyjskiego stanowią kolejno: sobór Wniebowstąpienia Pańskiego w Ałagirze (1851), sobór. św. Włodzimierza w Sewastopolu (1854–1888), sobór św. Włodzimierza w Chersonezie (1858–1891), sobór Trójcy Świętej w Jerozolimie (1860) i niezachowana cerkiew św. Dymitra z Sołunia w Petersburgu (1861–1865). W latach 1862–1882 z okazji 900. rocznicy chrztu Rusi wybudowano sobór św. Włodzimierza w Kijowie. W prace nad soborem byli zaangażowani najprzedniejsi ówcześni artyści rosyjscy (m.in. Aleksandr Beretti, Wiktor Wasniecow, Michaił Wrubel, Michaił Niestierow). Niezachowany sobór wojskowy Aleksandra Newskiego w Tbilisi (1871–1897) stał się wzorem przemysłowym dla następnych neobizantyjskich soborów rosyjskich, zanim został jeszcze ukończony. Ostateczny wariant proporcji świątyń neobizantyjskich został ustalony w projekcie cerkwi Ikony Matki Bożej „Miłująca” w Petersburgu (1887–1898). Do budowli najbardziej odbiegających od panujących standardów należą monumentalny sobór Zwiastowania w Charkowie (1888–1901) i sobór św. Piotra i Pawła w Kownie z kolumnami korynckimi (1891–1895). Do najokazalszych świątyń Królestwa Polskiego należała niezachowana cerkiew św. Mikołaja we Włocławku (1902–1906).
Od początku XX wieku styl neobizantyjski zaczął być łączony z elementami modernizmu, np. w soborze św. Mikołaja w Kronsztadzie (1903–1913). Wpływ modernizmu był szczególnie widoczny w projektach Fiodora Schechela, Siergieja Sołowjowa i Ilji Bondarenki. Pojawiły się próby połączenia stylu neobizantyjskiego z neoklasycyzmem (projekty Władimira Adamowicza), neoromanizmem lub stylem neomauretańskim, np. Wielka Synagoga Chóralna w Petersburgu (1883–1893) oraz Teatr Cesarski w Tbilisi (1896).
Do rzadkich przykładów architektury świeckiej należą np. niezachowana dolna dacza w Peterhofie (1883–1897), dom mieszkalny dworu konstantynopolitańskiego (1883) i przytułek braci Bojewych w Moskwie (lata 90. XIX wieku). Po 1917 roku styl neobizantyjski był rozwijany przez diasporę i emigrację rosyjską. Po 1991 roku doszło do odrodzenia się stylu w Rosji i powstania szeregu nowych obiektów cerkiewnych.

#### Rzeźba eklektyczna i realistyczna XIX i początku XX wieku
Za zapowiedź realizmu w rzeźbie rosyjskiej są uważane sceny rodzajowe z lat 30. XIX wieku. W 1836 roku pojawiły się dwie ważne prace, które stały się bardzo popularne wśród szerokiej publiczności – „Chłopak grający na pieniądze” Nikołaja Pimenowa i „Chłopak grający w swajkę” Aleksandra Łoganowskiego, wykazujące jeszcze wiele cech klasycystycznych. Do tych dwóch rzeźb nawiązują dzieła Antona Iwanowa, Piotra Stawassiera i Konstantina Klimczenki, usiłujących wyrażać swoje estetyczne poglądy w duchu realizmu, odrzucając abstrakcyjną tematykę mitologiczną i bibilijną. Do tej tradycji zaliczane są także rzeźby „Siewcy” Wasilija Kreitana i Matwieja Charłamowa, „Kosiarze” Michaiła Popowa i Iwana Podozjorowa, „Chłopiec w wannie” Siergieja Iwanowa i „Chłopiec-rzeźbiarz” Nikołaja Kamienskiego. Najbardziej „pieriedwiżnicki” nastrój w rzeźbie XIX wieku wyraża praca „Chłop w biedzie” (1873) Matwieja Cziżowa, w której prawdziwe życie i konkretny model stały się moderatorami decydującymi o sile wyrazu. Kolejnym mistrzem realizmu był Mark Antokolski, któremu sławę przyniosły posągi „Iwan Groźny” i „Piotr I”, przekazujące głębokie treści i ukazujące złożoną psychologią modela, co zapewniło artyście poczesne miejsce wśród pieriedwiżników. Późniejsze rzeźby Antokolskiego: „Chrystus przed ludźmi”, „Umierający Sokrates”, „Jan Chrzciciel” i „Spinoza” wynikają z zainteresowań autora powszechnymi zasadami moralnymi. Fiodor Kamienski stworzył pełne smutku i realizmu dzieło „Wdowa z dzieckiem”, oraz alegoryczną scenę „Pierwszy krok”, przedstawiającą małe dziecko uczące się chodzić i jego zabawki – ołówek i parowóz. Scena ta ma symbolizować Rosję, czyniącą pierwszy krok na drodze do przemysłowego postępu. Mistrzami rzeźby portretowej tego okresu byli m.in. Nikołaj Ramazanow, Iwan Podozjorow, Wasilij Kreitan, Aleksandr Biełajew, Léopold Bernstamm, Parmen Zabiełło. Do kluczowych pomników epoki należą Pomnik Katarzyny II w Petersburgu (1873) i Pomnik Puszkina w Moskwie (1880, A. Opiekuszyn), wyróżniające się surowością kompozycji, powściągliwością uczuć modeli i przekonującymi cechami portretu.
Do pierwszych przykładów syntezy rzeźby i eklektycznej architektury neorosyjskiej należą klasycyzujące reliefy z soboru Chrystusa Zbawiciela w Moskwie autorstwa Aleksandra Łoganowskiego (1847–1849). W duchu neorosyjskim utrzymany jest Pomnik Włodzimierza Wielkiego w Kijowie (1853) Aleksandra Thona i Piotra Clodta. Piotr Clodt był również autorem realistyczno-neobarokowego pomnika Mikołaja I (1859), pomnika bajkopisarza Iwana Kryłowa (1848–1855) z cokołem ozdobionym reliefami ukazującymi sceny z utworów pisarza i niezachowanego pomnika Marcina Lutra w Keili (1862). Istotnym wydarzeniem w historii rzeźby i życiu kulturalnym Rosji było stworzenie „Pomnika Tysiąclecia Rosji” (1862) w stylach neobizantyjskim i neorosyjskim, z wpływami klasycyzmu i realizmu. W prace nad tym pomnikiem byli zaangażowani najprzedniejsi ówcześni rosyjscy artyści, m.in. Matwiej Cziżow, Michaił Mikeszin, Nikołaj Ławierecki, Hugo Saleman, Aleksandr Opiekuszin. W podobnym stylu został stworzony „Pomnik Jermaka” w Nowoczerkasku Michaiła Mikeszina i Władimira Beklemiszewa (1903–1904).

#### Retrospektywizm
Retrospektywizm w szerszym znaczeniu obejmował szereg rewizjonistycznych tendencji w sztuce rosyjskiej w latach 1900–1917, polegających na projektowaniu funkcjonalnych budynków, grafiki użytkowej itd. z użyciem nowoczesnych wówczas technologii i wyrazistych, czystych form sztuki minionych epok. Do głównych przedstawicieli retrospektywizmu w architekturze należeli propagatorzy architektury staroruskiej (Aleksiej Szczusiew, Siergiej Sołowjow, Ilja Bondarenko), włoskiej sztuki renesansowej (Andriej Biełogrud, Iwan Żołtowski, Marian Peretjakowicz, Marian Lalewicz, Władimir Szczuko), późnego baroku (Aleksandr Dmitriew, Lew Iljin, Nikołaj Lanceray) i przede wszystkim klasycyzmu (Jewgraf Wortyłow, Władimir Pokrowski, Stepan Kriczinski, Andriej Aplaksin, Iwan Żołtowski, Władimir Szczuko, Iwan Fomin). Do głównych przedstawicieli retrospektywizmu w grafice należą: Iwan Bilibin i Léon Bakst, a w malarstwie Konstantin Somow i Walentin Sierow. Wielu retrospektywistów było związanych ze „Światem sztuki”.
Retrospektywizm w ścisłym znaczeniu oznaczał nową falę neoklasycyzmu rosyjskiego na początku XX wieku. Neoklasycyzm jako jedyny nurt retrospektywizmu był rozwijany również po rewolucji w 1917 roku i ewoluował w kierunku monumentalnej architektury komunistycznej, bliskiej empire. Wielu spośród klasycystów zostało czołowymi przedstawicielami oficjalnej sztuki radzieckiej. Do głównych przykładów retrospektywizmu klasycystycznego należą liczne domy mieszkalne i towarowe Petersburga i Moskwy (lata 1900–1930), Pałac Popowcewa na Wyspie Kamiennej (1911–1912), siedziba dyrekcji Kolei Świerdłowskiej (1925).
Retrospektywizm renesansowy reprezentuje m.in. dom Tarasowa w Moskwie (1912), a retrospektywizm barokowy czasownia przy Soborze Sampsonowskim w Petersburgu (1909) i Miejski Dom Uczelniany Aleksandra Dmitriewa w Petersburgu (1910–1912).
Retrospektywizm staroruski wywodził się wprost ze stylu neorosyjskiego. W przeciwieństwie do architektów neorosyjskich retrospektywiści przywiązywali większą wagę do posługiwania się wyrazistymi, autentycznymi wzorami dawnej architektury rosyjskiej i nie wahali się korzystać ze zdobyczy modernizmu. Do najważniejszych budynków zaliczane są m.in. budynek Banku Państwowego w Niżnym Nowogrodzie (1910–1912) i Dworzec Kazański w Moskwie (1913–1940).

#### Realizm
W drugiej połowie XIX wieku malarstwo akademickie znalazło się pod silnym wpływem realizmu, historyzmu, tradycjonalizmu, modernizmu i symbolizmu. Istotnym wydarzeniem w historii malarstwa było powołanie stowarzyszenia pieriedwiżników (1870), organizującego ruchome wystawy w różnych regionach Rosji. Członkami stowarzyszenia byli m.in. Wiktor Wasniecow, Ilja Riepin, Wasilij Surikow, Iwan Kramskoj, Konstantin Makowski, Władimir Makowski i Iwan Szyszkin. Ich twórczość obejmowała szerokie spektrum malarskie od realizmu romantycznego i symbolizmu po realizm graniczący z naturalizmem. Realizm był rozwijany także w grafice, rzeźbie, ceramice i innych rzemiosłach artystycznych. Realizm w malarstwie w znaczny sposób wpłynął na kształt rosyjskiej tożsamości. Pejzaże z rozległymi rzekami, lasami dziewiczymi i gajami brzozowymi wraz z pełnymi wigoru scenami rodzajowymi i ich żywiołowymi bohaterami stały się symbolem rosyjskości.

#### Art nouveau
Art Nouveau stanowiło zróżnicowany kierunek w sztuce rosyjskiej, w ramach którego można wydzielić trzy główne nurty: modernizowany, narodowy styl neorosyjski, modernizm północny (odpowiednik skandynawskiego romantyzmu narodowego) oraz modernizm moskiewski. W okresie tym doszło do gwałtownego rozwoju wielu dziedzin sztuki, szczególnie typografii, grafiki użytkowej, meblarstwa i innych rzemiosł artystycznych.

##### Art nouveau w stylu neorosyjskim
Architektura modernistyczna w Rosji była rozwijana od lat 70. XIX wieku do lat 30. XX wieku, przy czym za pierwszy styl modernistyczny uważana jest „baśniowa”, secesyzująca odmiana stylu neorosyjskiego (Wiktor Hartmann, Iwan Ropet, Fiodor Schechtel). Do głównych przykładów modernizmu w stylu neorosyjskim zalicza się przebudowę Dworca Jarosławskiego w Moskwie (1902–1904) i dom „Skazka” w Petersburgu (1909, arch. Aleksandr Bernardazzi).

##### Modernizm północny
Pionierami tzw. „północnej architektury modernistycznej”, rozwijanej głównie w Petersburgu, guberniach nadbałtyckich i Wielkim Księstwie Finlandii byli Fiodor Lidvall i Wasilij Motyljow. Kolejnymi architektami odwołującymi się do modernizmu północnego byli m.in. Aleksandr von Hohen, Stanisław Brzozowski, Sima Minasz, Gawriił Baranowski, Paweł Suzor. Styl ten jest odpowiednikiem zachodniego romantyzmu narodowego i wyróżniał się na tle rosyjskiego modernizmu największym wpływem wzorów zachodnioeuropejskich, szczególnie skandynawskich. W 1897 roku Siergiej Dagilew zorganizował w Petersburgu pierwszą wystawę 70 szwedzkich, norweskich i duńskich artystów modernistycznych, a w roku następnym także artystów rosyjskich i fińskich. Obie wystawy miały wpływ na kształtowanie się modernizmu północnego w Rosji, który obok inspiracji sztuką skandynawską czerpał wzory z rosyjskiego folkloru, budownictwa ludowego i architektury staroruskiej. Szczególnie znamienne były wzajemne wpływy oraz związki artystyczne fińsko-rosyjskie, np. ojciec fińskiej architektury modernistycznej Eliel Saarinen był zarazem członkiem Akademii Sztuk Pięknych w Petersburgu i należał do „Świata Sztuki”. Samo Wielkie Księstwo Finlandii stanowiło w latach 1809–1917 autonomiczną krainę Imperium Rosyjskiego. Modernizm północny był także rozwijany na terenie rosyjskich guberni nadbałtyckich, gdzie po 1917 roku stał się istotnym elementem architektury Łotwy i Estonii.
Najstarszymi przykładami modernizmu na terenie dzisiejszej Rosji są luksusowe obiekty mieszkalne: dacza wielkiego kniazia Borysa Władimirowicza w Carskim Siole (1896–1897), Hauswald na Wyspie Kamiennej (1898, później dwukrotnie przebudowywany), willa Matyldy Krzesińskiej w Petersburgu z oryginalnym oknem na sad (1904–1906) i dworek Czajewa w Petersburgu (1906–1907). Kolejnymi ważnymi obiektami w Petersburgu są m.in. siedziba kompanii Zinger (1902), dom Towarzystwa Handlowego „Bracia Jelisiejewy” (1902) i Dom Tołstowski (1910–1912).

##### Modernizm moskiewski
Modernizm moskiewski wyróżniał się większym przywiązaniem do lekkich form secesyjnych od surowego modernizmu północnego. Do głównych architektów należeli Lew Kekuszew, Fiodor Schechtel, Aleksandr Zelenko, Gieorgij Makajew i Iwan Strukow. Najstarszym przykładem modernizmu moskiewskiego jest siedziba Lista w Moskwie (1898). Do kolejnych, podobnych projektów należą: dom Jakunczikowa Williama Walcota (1899), domy Rjabuszinskich (1900) i Dzierażynskich (1901) zaprojektowane przez Fiodora Schechtela, siedziba Dinga w Sokolnikach (1902) i dom Mindowskiego na ul. Powarskiej (1903). Do ważnych obiektów moskiewskich zalicza się także Hotel Metropol (1899–1907), Typografia Levensona (1900), dom czynszowy „Sokoł” (1902) i Dwór Bojarski (1901–1903).

##### Pozostałe ośrodki Art nouveau
Rosyjska architektura secesyjna była rozwijana także poza Moskwą i Petersburgiem, głównie w Rydze (np. budynki Michaiła Eisensteina), w kaukaskich miasteczkach turystycznych i sanatoriach (np. dom handlowy Oganowa we Władykaukazie z 1903 roku), na Powołżu, gdzie powstawały budynki z wpływami secesji wiedeńskiej (np. dacza Gołownika „ze słoniami” w Samarze z 1908 i Hotel Astoria w Saratowie z 1917 roku) oraz na wielu innych miejscach. W latach 1902–1903 doszło do wykształcenia się ukraińskiego stylu modernistycznego, który był rozwijany w wielu miastach Ukrainy i południa Rosji. Do pionierów nowego stylu należeli: rosyjski architekt Iwan Kuzniecow, autor projektu cerkwi Opieki Najświętszej Bogurodzicy w Plesziwcu (1902) oraz Wasilij Kriczewski, główny architekt Połtawskiego Gubernialnego Ziemstwa (1903). Artyści inspirowali się głównie idealizowanym, lokalnym budownictwem ludowym i dawnym barokiem kozackim. Podczas I wojny światowej, rewolucji w Rosji i utraty części terytoriów rozwój modernizmu na utraconych obszarach zaczął podążać w różnych kierunkach.

#### Nowoczesna inżynieria
Nowoczesne budownictwo pojawiło się w Rosji pod koniec XIX wieku dzięki doświadczeniom sztuki inżynierskiej, związanym z budową kolei, górnictwem i ogólnym rozwojem przemysłu. Zaczęły powstawać wtedy mosty o wielkich rozpiętościach (niekiedy otwierane), wielkie piece hutnicze, doki pływające, stalowe wieżowce, rusztowe maszty radiodyfuzyjne. Wprowadzanie nowych materiałów (żelbet, stal, szkło) umożliwiło gwałtowny rozwój budownictwa. Główną rolę w konstruowaniu nowych obiektów odegrał Władimir Szuchow, który w roku 1896 opracował konstrukcję wieży stalowej w kształcie hiperboloidy obrotowej, odznaczającą się znaczną wytrzymałością, lekkością i prostotą wykonania. Około 200 takich stalowych konstrukcji zbudowano jako wieże ciśnień, latarnie morskie, wieże radiowe itd. Budowano też wieże wielopiętrowe, montowane metodą „teleskopową”. Innym poważnym wkładem Szuchowa w rozwój budownictwa były jego prace nad lekkimi, ekonomicznymi przykryciami przestrzennymi, w wielu przypadkach znacznie wyprzedzającymi jego epokę. Do przykładów nowoczesnego budownictwa należą: Wierchnije Torgowyje Riady (1893), dom handlowy Moskiewskiego Towarzystwa Kupieckiego (1909, arch. Fiodor Schechtel), otwierany Most Pałacowy w Petersburgu (1916). Po 1917 roku architektura modernistyczna w Rosji zaczęła ewoluować w kierunku konstruktywizmu. W stylu obu kierunków – modernistycznego i konstruktywistycznego został zaprojektowany m.in. Budynek Centralnego Telegrafu w Moskwie (1925–1927, arch. Iwan Rerberg).

##### Neoromantyzm, symbolizm i secesja w malarstwie i grafice
W 1898 roku powstało stowarzyszenie Świat Sztuki, stojące w opozycji do pieriedwieżników, promujące modernizm, symbolizm, sececję i indywidualizm. Do czołowych malarzy związanych lub bezpośrednio należących do Świata Sztuki należeli: Aleksandr Benois, Michaił Wrubel, Kuźma Pietrow-Wodkin, Nikołaj Roerich, Isaak Lewitan, Walentin Sierow, Konstantin Somow, Boris Kustodijew, Michaił Niestierow, Zinaida Sierebrjakowa. W okresie tym pojawiły się inspiracje artystów rosyjskich sztuką Azji, głównie perską, turkmeńską, chińską i japońską. Istotne znaczenie miały związki Rosjan z włoskimi, francuskimi i skandynawskimi kręgami artystycznymi, np. przyjaźń Nikołaja Roericha z działającym w Petersburgu i Finlandii Akselim Gallen-Kallelą.
Pod koniec XIX wieku nastąpił gwałtowny rozwój w grafice, szczególnie ilustracji książkowej, plakatu, afiszu i pocztówki. Bilibin zyskał światową renomę w 1899 roku, kiedy opublikował innowacyjne ilustracje do rosyjskich bajek. Do głównych przedstawicieli grafiki należeli ponadto Wiktor Wasniecow, Boris Zworykin, Andriej Rjabuszkin, Konstantin Somow. Wasniecow, Bilibin i Léon Bakst wnieśli również wkład w rozwój scenografii i kostiumów teatralnych, operowych i baletowych.

#### Impresjonizm i postimpresjonizm
Pod koniec XIX wieku pojawił się w Rosji impresjonizm (Abram Archipow, Igor Grabar, Konstantin Korowin, Walentin Sierow), a na początku XX wieku także postimpresjonizm (Arkadij Rylow). Pewne wpływy impresjonizmu na malarstwo rosyjskie były jednak widoczne już od lat 70. XIX wieku w dziełach realistów – pieriedwiżników. Stopniowe odchodzenie od srogich manier realistycznych w kierunku impresjonizmu jest widoczne np. w „Jesiennym dniu w Sokolnikach” (1879) Isaaka Lewitana. Niektóre następne obrazy artysty, np. „Marzec” (1895) i „Złota jesień” (1895) są już uważane za impresjonistyczne. Za jedne z pierwszych, w pełni impresjonistycznych obrazów rosyjskich uważane są „Dziewczyna z brzoskwiniami” (1887) i „Dziewczyna oświetlona słońcem” (1888) Walentina Sierowa.
W latach 1907–1910 działało moskiewskie stowarzyszenie „Błękitna róża”, którego pierwsza wystawa odbyła się w 1907 roku. Część artystów tej grupy wystawiała razem już wcześniej na ekspozycji „Jasnoczerwona róża” w Saratowie w roku 1904. Nazwa „Błękitna róża” kojarzona bywa z estetyką symbolizmu i twórczością postimpresjonistycznych „nabistów” francuskich. „Błękitna róża” wywarła wpływ na twórczość artystów rosyjskiej awangardy: Kazimierza Malewicza, Natalii Gonczarowej i Michaiła Łarionowa.

#### Awangarda
Awangarda rosyjska obejmowała szereg zjawisk i zróżnicowanych kierunków w ramach modernizmu, które pojawiły się w sztuce rosyjskiej w latach 1900–1932. Szczególne miejsce zajęły kierunki: neoprymitywizm, abstrakcjonizm, konstruktywizm, suprematyzm, kubofuturyzm, rajonizm, sztuka analityczna i racjonalizm. Była rozwijna nowoczesna inżynieria, m.in. inżynieria strukturalna Władimira Szuchowa.

##### Neoprymitywizm
Neoprymitywizm jako kierunek w malarstwie profesjonalnym pojawił się w Rosji na początku XX wieku pod wpływem m.in. indywidualnych związków artystów rosyjskich z neoprymitywistami i fowistami francuskimi oraz twórczości Paula Cézanna i Paula Gauguina. Wielu czołowych neoprymitywistów należało do grupy Bubnowyj Walet (m.in. Wiktor Barthe, Wasilij Kandinski, Natalia Gonczarowa, Michaił Łarionow, Aleksandr Szewczenko, Aleksiej Morgunow, Adolf Milman). Neoprymitywizm wywarł ponadto znaczny wpływ na twórczość Marca Chagalla, Kuźmy Pietrow-Wodkina i wielu innych artystów.
Neoprymitywiści rosyjscy odwoływali się do sztuki naiwnej, nieprofesjonalnej, ludowej, ikonografii, łuboków, również sztuki ludów pierwotnych i dzieł tworzonych przez chorych psychicznie lub osoby niepełnosprawne umysłowo. Obok profesjonalnych artystów odwołujących się do sztuki naiwnej, działali także przedstawiciele autentycznego prymitywizmu (np. Gruzin Niko Pirosmani). Do współczesnych twórców prymitywizmu należą m.in. Katia Medwiediewa, Paweł Leonow, Aljona Aziornaja i Wasilij Romanienkow. Rzadkim przykładem współczesnej naiwnej architektury jest dom kowala Kiriłłowa w Kowarze (1954–1967).

##### Ekspresjonizm
Ekspresjonizm rosyjski rozwinął się wśród przebywających na terenie Niemiec artystów, takich jak Wasilij Kandinski, Aleksiej Jawlensky, Marianna Wieriowkina i Mścisław Dobużynski. Artyści rosyjscy razem z Franzem Markiem założyli w Monachium grupę Błękitny Jeździec (1911–1914), skupiającą głównie ekspresjonistów. Wpływ na założenie grupy miał obraz „Błękitny jeździec” Kandinskiego, namalowany już w 1903 roku. Kandinski swoją koncepcję sztuki zawarł w metafizycznej spekulacji. Sądził, że sztuka pełni funkcję metafizyczną, a dzieło sztuki jest bramą do transcendencji. Poglądy te wyłożył w napisanej po niemiecku rozprawie O duchowości w sztuce (1910), wygłoszonej następnie na Wszechrosyjskim Zjeździe Artystów w 1911 roku.
Artyści rosyjscy powracający z Niemiec do Rosji doprowadzili do wypromowania ekspresjonizmu również w swojej ojczyźnie. W 1901 powrócił Dobużynski, w 1913 Wierowkina i w 1914 roku Kandinski, który przyczynił się także do rozwoju abstrakcjonizmu i wpłynął na idee Wchutiemasu. Do głównych przedstawicieli ekspresjonizmu działających na terenie Rosji należeli obok wyżej wymienionych malarze związani z Bubnowym Waletem (np. Natalija Gonczarowa).
Oryginalny styl w malarstwie wypracował Marc Chagall. W latach 1906–1910 pobierał on nauki u Léona Baksta w Szkole Rysunku i Malarstwa w Petersburgu, a w latach 1914–1923 związał się z moskiewskimi kręgami artystycznymi. Jego styl malarski został ukształtowany pod wpływem ekspresjonizmu, neoprymitywizmu i kubizmu.

##### Abstrakcjonizm
Za ojca ruchu abstrakcyjnego uważa się rosyjskiego artystę Wasilija Kandinskiego. Podczas pobytu w Niemczech stworzył on tak zwany abstrakcjonizm niegeometryczny. Za pierwszy, świadomy, w pełni abstrakcyjny obraz uważa się dzieło Kandinskiego, „Akwarelę abstrakcyjną” (1910). W latach 1910–1920 moda na abstrakcjonizm ogarnęła całą Europę.
Kandinski poparł w Rosji rewolucję październikową (1917) i został działaczem utworzonego w 1918 roku Narkomprosu (Ludowy Komisariat Oświaty Rosyjskiej FSRR, od 1946 Ministerstwo Edukacji ZSRR), państwowego organu nadzorującego działalność artystyczną. Kandinski należał także do pierwszych działaczy, ideologów i organizatorów Wchutiemasu (Wyższe Pracownie Artystyczno-Techniczne, 1920–1930), moskiewskiej uczelni kształcącej artystów-plastyków w kierunku wzornictwa i projektowania przemysłowego, co zapewniło mu istotny wpływ na rozwój awangardy w Rosji. Kandinski jest także uważany, obok Pieta Mondriana, za jednego z twórców abstrakcjonizmu geometrycznego (obraz „Kwadraty ze skupionymi kołami” z 1913 roku).
Do najwcześniejszych nurtów w ramach abstrakcjonizmu geometrycznego należą suprematyzm i konstruktywizm, wywodzące się z kubofuturyzmu rosyjskiego i abstrakcjonizmu Kandinskiego. W 1921 roku Kandinski ponownie wyjechał do Berlina z misją założenia miejscowego oddziału Rosyjskiej Akademii Nauk Artystycznych (RACHN) i organizacji „I Wystawy Sztuki Rosyjskiej w Niemczech”. Na wystawie pokazano m.in. dzieła kubofuturyzmu, konstruktywizmu i suprematyzmu, wprowadzając Europę Zachodnią w bezprecedensową estetykę.  Podczas pobytu w Berlinie Kandinski został pierwszym i zarazem jednym z głównych teoretyków Bauhausu. Promował koncepcją syntezy sztuk.
W okresie stalinowskim, po 1932 roku abstrakcjonizm zanikł w ZSRR. Pod koniec lat 50. XX wieku doszło jednak do odrodzenia się abstrakcjonizmu w ramach nieformalnego ruchu w sztuce radzieckiej. Pierwsi neoabstrakcjoniści byli skupieni wokół Moskiewskiego Związku Artystów ZSRR i studia „Nowaja Realnost” Elji Bieljutina. Do neobastakcjonistów należy m.in. Jurij Złotnikow.

##### Rajonizm (łuczyzm)
Pod wpływem Kandinskiego doszło w latach 10. XX wieku do powstania rajonizmu, zwanego niekiedy łuczyzmem, będącego wczesnym nurtem abstrakcji w Rosji. Rajonizm był pierwszym modernistycznym kierunkiem artystycznym o rosyjskich początkach opartym na realizacji założeń programowych. Powołany został do życia około 1911 przez Michaiła Łarionowa i Natalię Gonczarową. Styl ten łączył w sobie elementy futuryzmu i kubizmu często w wysoce abstrakcyjnej formie. Rajonizm dążył do uwolnienia zagadnień formalnych (koloru i form) spod prymatu treści (przedstawień). W 1913 roku odbyła się wystawa Miszeń, na której Łarionow zaprezentował dynamiczne, abstrakcyjne kompozycje, będące realizacją Manifestu Rajonistycznego i Futurystycznego opublikowanego w tym samym roku. Po 1915 roku rajonizm spłynął się z kubofuturyzmem rosyjskim.

##### Kubizm
Kubizm stanowił w Rosji raczej etap przejściowy po drodze do futuryzmu i sztuki analitycznej, niż odrębny kierunek. Od samego początku bywał łączony z innymi stylami i kierunkami, szczególnie z futuryzmem, tworząc charakterystyczny dla sztuki rosyjskiej kubofuturyzm. Do głównych przedstawicieli kubizmu w Rosji należeli m.in. Aristarch Lentułow, Jurij Annienkow, Natan Altman, Iwan Klun, Iwan Puni, Ljubow Popowa, Lew Judin i Kazimierz Malewicz. Część rosyjskich malarzy kubistycznych była związana z Bubnowym Waletem i Oslinnym Chwostem. Natalija Gonczarowa i Władimir Poljakow docenili zwrot kubistyczny w sztuce, jednocześnie zwracając uwagę na występowanie form kubistycznych na ziemiach rosyjskich w dawnych, scytyjskich kamiennych babach i „krystalicznej” manierze malarskiej Michaiła Wrubla.

##### Sztuka analityczna
Sztuka analityczna, zwana niekiedy „rozkwitem światowym”, stanowiła kierunek awangardowy głównie w malarstwie i grafice, powstały w oparciu o twórczość i program Pawieła Fiłonowa w latach 10.–20. XX wieku. Fiłonow odrzucił w „Deklaracji rozkwitu światowego” i innych pracach teoretycznych klasyczny kubizm, wskazując na jego ograniczenie racjonalizmem. Dążył do wzbogacenia kubizmu poprzez „organiczny rozwój” formy artystycznej i „wykonywaniu” obrazów od „zalążka do całości” zgodnie z zasadą początkowo malutkiego punktu – „kiełkującego ziarenka”, które będzie nieustale rosnąć. Pod niektórymi względami, np. sposobem ujmowania postaci, jest jego twórczość zbliżona do futuryzmu. W roku 1922 Fiłonow usiłował zreformować wydziały malarstwa i rzeźby Wyższego Instytutu Artystyczno-Technicznego w Piotrogrodzie, lecz nie uzyskał poparcia władz. Razem z uczniami stworzył w Leningradzie grupę „mistrzów sztuki analitycznej” (1925–1941). Do uczniów Fiłonowa należeli m.in. Wasilij Kupcow, Paweł Saltzman, Anton Kuźmin, Jurij Chrżanowski, Alisa Poriet. Wpływ Fiłonowa można dostrzec także w twórczości Olgi Cuckowej i wielu innych artystów. Wasilij Kupcow doprowadził w latach 30. XX wieku do znacznej modyfikacji stylu w kierunku socrealizmu.

##### Futuryzm i kubofuturyzm
Futuryzm pojawił się w Rosji w latach 1909–1930 pod wpływem „Manifestu Marinettiego” (1909) i był reprezentowany przez dwa główne nurty – antyestetycznych kubofuturystów oraz literackich, estetycznych i symbolistycznych egofuturystów. W przeciwieństwie do włoskiego futuryzmu, futuryzm rosyjski był z założenia lewicowy, proletariacki i antywojenny. Rosyjscy futuryści czerpali także inspirację m.in. z rosyjskiego kosmizmu i filozofii Nikołaja Fiodorowa. Wierzono w zwycięstwo socjalizmu, nauki, fizyczną nieśmiertelność człowieka, podbój kosmosu. Futuryści rosyjscy na ogół odrzucali: tradycję, religię, mizoginię, militaryzm, faszyzm i szowinizm.
Pod przewodnictwem Dawida Burluka utworzono grupę Gileja (1910), która wypromowała kubofuturyzm, czyli splot kubizmu i futuryzmu. W 1912 roku radykalni artyści pozostający pod wpływem kubofuturyzmu opuścili Bubnowyj Walet i założyli grupę Ośli ogon. Do głównych przedstawicieli kubofuturyzmu w malarstwie należeli: Aristarch Lentułow, Michaił Łarionow, Natalija Gonczarowa, Kazimierz Malewicz, bracia Władimir i Dawid Burlukowie, Lubow Popowa, Aleksandra Ekster, Władimir Baranow-Rossine, Jurij Annienkow i Olga Rozanowa. Najważniejszymi rzeźbiarzami znajdującymi się pod wpływem futuryzmu byli: Josif Czajkow, Boris Koroliow i Wiera Muchina.
Futuryści rosyjscy wnieśli istotny wkład w zapoczątkowaną przez dadaistów i BLAST rewolucję w typografi. Pierwszą zbiorową manifestacją kubofuturystów była książka pod tytułem Sadzawka Sędziów wydrukowana na papierze tapetowym w 1909 roku. Wykorzystywano także papier toaletowy, podkreślając tym samym potrzebę masowości i ulotność druku. Do kluczowych projektów typograficznych należą: „Gra w piekle” (1914) Kazimierza Malewicza i Olgi Rozanowej, „Tango z krowami” (1914) Wasiliego Kamenskiego, projekty Ljubow Popowej i książeczki dziecięce Wiery Jermolajewej. Pierwszym manifestem programu był artykuł Policzek powszechnemu smakowi (1912). Wyjątkowe znaczenie miała opera „Zwycięstwo nad słońcem” (1913) Michaiła Matiuszyna, która stanowiła syntezę różnych dyscyplin sztuki i wpłynęła na proces formowania się konstruktywizmu i suprematyzmu. Odrzucenie przez rosyjskich kubofuturystów estetyzmu, symbolizmu i ogromne różnice światopoglądowe spowodowały w 1914 roku konflikt między przebywającym w Moskwie Marinettim i rosyjskimi artystami oraz rozejście się włoskiego i rosyjskiego futuryzmu.
W okresie urzędowania komisarza Anatoliego Łunaczarskiego futuryzm stał się jednym z oficjalnie promowanych kierunków w Rosji, jednak już w latach 20. XX wieku tracił na znaczeniu. Większość futurystów na czele z Władimirem Majakowskim założyła LEF – Lewy front sztuki rewolucyjnej (1922–1928) lub emigrowała. Śmierć Majakowskiego w 1930 roku oznaczała koniec futuryzmu w Rosji. Pewne tendencje futurystyczne zaczęły się pojawiać jeszcze w latach 30. i następnie od lat 50. XX wieku, jednak nie były na tyle intensywne, aby doprowadzić do odrodzenia się kierunku w Rosji.

##### Konstruktywizm
W latach 1913–1920 uformował się w Rosji konstruktywizm, który następnie zrewolucjonizował koncepcję sztuki na świecie. Wyznaczenie dokładnej daty powstania konstruktywizmu nie jest możliwe. Na powstanie kierunku złożyły się głównie: kubofuturyzm, projektowane od 1911 roku stalowe reliefy i sztuka maszynowa Władimira Tatlina, teoria grafiki Aleksandra Rodczenki z 1917 roku oraz koncepcja sztuki Antoine Pevsnera i Nauma Gabo opublikowana w Manifeście realistycznym w 1920 roku. W 1915 roku odbyła się pierwsza ekspozycja reliefów Tatlina w ramach „Ostatniej wystawy futurystycznej 0.10” w Petersburgu, na której także ogłoszono powstanie suprematyzmu, łączonego niekiedy z konstruktywizmem. Jako nazwa kierunku sztuki konstruktywizm pojawił się w latach 1917–1920. W 1919 roku odbyła się pierwsza wystawa młodych konstruktywistów z OBMACHU (1919–1923), a w 1921 roku odbyły się w Moskwie dwie kluczowe wystawy „5×5=25”.
Konstruktywiści odrzucali całkowicie sztukę dekoratywną i koncentrowali się wyłącznie na znalezieniu funkcji przestrzeni i przedmiotu adekwatnej do potrzeby. To podejście zaowocowało rewolucją w architekturze, która doprowadziła do powstania tzw. stylu międzynarodowego. W przeciwieństwie do stylu międzynarodowego, radziecki konstruktywizm nie dążył do w pełni abstrakcyjnej i zdematerializowanej kompozycji, opierając się często na efektach kontrastu między elementami ciężkimi i lekkimi, sugerując przezwyciężenie grawitacji. Zakładane przez konstruktywistów zasady obejmowały początkowo anonimowość architektury, zastosowanie inżynierii maszynowej, metod przemysłowych i marksistowskich idei społecznych w budownictwie. Klasyczny konstruktywizm podkreślał też znaczenie samego procesu budowlanego, wprowadzając do architektury elementy wskazujące na możliwość kontynuacji i rozbudowy budynku, takie jak wybiegające w przestrzeń ramy, maszty i stropy.
Twórcami i głównymi przedstawicielami konstruktywizmu w architekturze byli: Władimir Tatlin, bracia Aleksandr, Wiktor i Leonid Wiesniny, Moisej Ginzburg, Ilja Gołosow, Iwan Leonidow, El Lissitzky, Konstantin Mielnikow, Grigorij Barchin, Michaił Barszcz i Władimir Władimirow. Za pierwsze dzieło architektoniczne konstruktywizmu uchodzi niezrealizowany projekt Wieży III Międzynarodówki w Piotrogrodzie (1919) Władimira Tatlina w postaci spiralnej kratownicowej wieży o wysokości 400 m i odchyleniem od pionu rzędu 23,5°, w którą wplecione były pomieszczenia użytkowe w kształcie brył elementarnych. Drugim kluczowym projektem jest Pałac Pracy w Moskwie (1923) braci Wiesninów. Na początku lat 20. konstruktywizm stał się najistotniejszym kierunkiem w nowoczesnej architekturze ZSRR. Czołowi konstruktywiści współpracowali z moskiewskim Wchutiemasem, który w 1926 roku został reorganizowany i działał pod zmienioną nazwą Wchutietin. Pod nazwą Wchutetin działała także siostrzana szkoła konstruktywistów w Leningradzie (1922–1930). W 1926 roku został utworzony Związek Nowoczesnych Architektów (OSA), pierwszy organ konstruktywistycznych budowniczych projektujących funkcjonalistyczne budynki, m.in. zmechanizowane fabryki-kuchnie (pierwsza z 1925 roku w Iwanowie), domy-komuny, zakładowe kluby robotnicze, fabryki, szpitale, szkoły itd. Najważniejszym pismem konstruktywistów była „Sowriemiennaja Architektura” (1926–1930).
Czołowymi przedstawicielami konstruktywizmu w malarstwie, grafice, fotografii i typografii byli Aleksandr Rodczenko, El Lissitzky, Warwara Stiepanowa, Lubow Popowa, Walentina Kułagina, Gustaw Kłucis, Solomon Telingater, Anton Ławinski oraz bracia Giorgij i Władimir Stenbergowie. Do wczesnych typograficznych projektów konstruktywistycznych należy „Bezpriedmietnyj Stich” (1918) Warwary Stiepanowej. Rodczenko zaprojektował m.in. plakat „Ciasteczka Czerwony Październik” (1923), szatę graficzną książki „O tym” (1923) Majakowskiego i rozpoczął twórczość fotograficzną, wykorzystując ekstremalne kąty i poszukując nowych sposobów uchwycenia perspektywy. Jego zdjęcia wykonane za pomocą aparatu Leica są utrzymane w duchu romantycznego, rewolucyjnego entuzjazmu i mają często silną wymowę propagandową. Rodczenko współpracował m.in. z czasopismami „LEF” (1922–1928) i „SSSR na strojkie” (1930–1941).
Do najważniejszych projektów typograficznych El Lissitzkiego należą: „O dwóch kwadratach” (1920), „Wieszcz – Objet – Gegenstand” (razem z Ilją Erenburgiem, 1922), „Dla głosu” (autor tekstu: Władimir Majakowski, 1923), „Die Kunstismen 1914–1924” (redaktor: Hans Arp, 1924), „Architektura Wchutiemas” (1927) i „Mój Paryż” (autor tekstu: Ilja Erenburg, 1933). Styl El Lissitzkiego dominował w typografii XX wieku i wywarł znaczący wpływ na Kurta Schwittersa i jego „Merz”, Bauhaus (w tym Waltera Gropiusa), „Nową typografię” Jana Tschicholda, Ladislava Sutnara, Karla Teige i De Stijl.
Aleksandra Ekster, Warwara Stiepanowa i Ljubow Popowa projektowały ponadto scenografie, kostiumy teatralne i filmowe, ubrania sportowe oraz mundury dla Armii Czerwonej. Ekster zaprojektowała m.in. żołnierski mundur wyjściowy, konstruktywistyczną scenografię i futurystyczne kostiumy do pierwszego sowieckiego filmu fantastycznonaukowego – „Aelita” (1924). Popowa zaprojektowała ubrania dla piłkarzy, współpracowała m.in. z czasopismami „Artisty Kina” i „Sowriemiennaja Scengorafija”. Do jej ważniejszych projektów typograficznych należy „Bomba” Nikołaja Asiejewa (1921).

##### Suprematyzm
Stworzony w Rosji w 1913 roku przez Kazimierza Malewicza suprematyzm zakładał całkowite oderwanie sztuki od rzeczywistości, dążenie do maksymalnego uproszczenia form, a przede wszystkim do zerwania z narracją i przedmiotowością w sztuce. Powstanie nowego kierunku Malewicz ogłosił na „Ostatniej wystawie futurystycznej 0.10” w Petersburgu (1915). W tym samym roku Malewicz założył czasopismo i grupę „Supremus” (1915–1916), do której należeli lub byli z nią związani m.in. Aleksandra Ekster, Olga Rozanowa, Nadieżda Udalcowa, Iwan Klun, Lubow Popowa, Lazar Chidekel, Nikołaj Sujetin, Ilja Czasznik, Nina Genke-Meller, Iwan Puni i Ksenia Bogusławskaja. Nazwa tego kierunku pochodzi od łacińskiego słowa oznaczającego „najwyższy”, mającego zdaniem Malewicza ukazać kierunek, w którym powinna zmierzać sztuka-poszukiwanie istoty odwzorowania. Suprematyzm jest próbą poszukiwania najmniejszej jednostki w sztuce, „malarskiego atomu”. Mimo różnic teoretycznych dzielących suprematyzm i konstruktywizm, oba kierunki były często ze sobą łączone, np. przez El Lissitzkiego.
W 1919 roku wokół Malewicza zaczęła się w Witebsku formować grupa rosyjskich artystów Unowis (Mistrzowie Nowej Sztuki). Filie Unowisu działały w Smoleńsku, Moskwie, Permie i Saratowie. Członkiem tej grupy był m.in. El Lissitzky, który opracował własny wariant suprematyzmu, zwany „prounem” (przypuszczalnie skrót od „projekty Unowisa”). Prouny były rozwinięciem koncepcji Malewicza i stanowiły pomost od klasycznego malarstwa do architektury malarskiej i trójrozmiarowego obrazu.
Jedynym architektem suprematystycznym wywodzącym się z kręgu Malewicza i Unowisu był Lazar Chidekel, który w latach 1922–1932 zaprojektował suprematyczno-futurystyczne budynki, m.in. „Klub Robotniczy”, „Aero-Miasto”, „Miasto-Ogród” i „Miasto na wodzie”.

##### Bauhaus i artyści zachodni w Rosji

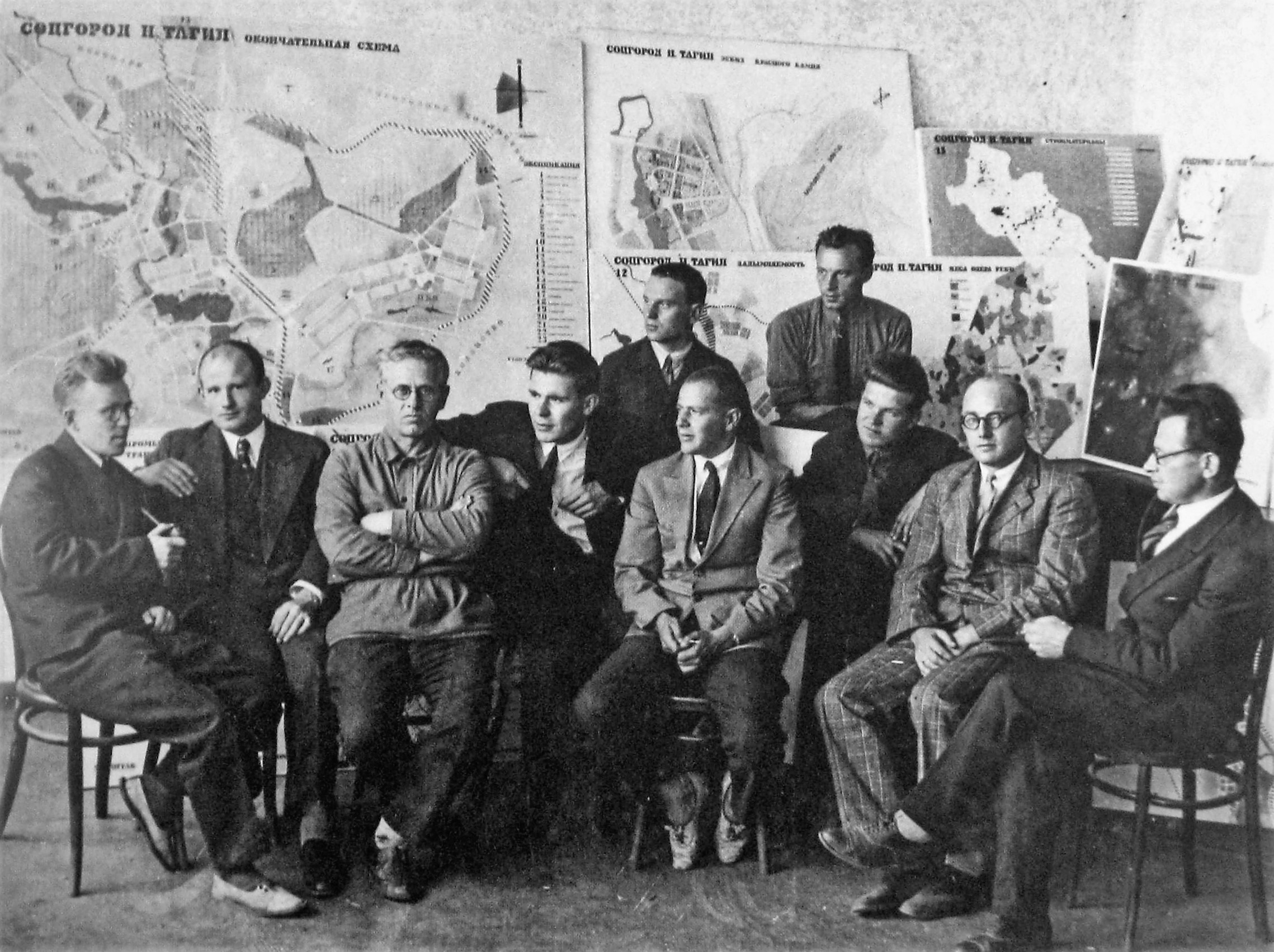
Brygada „Maj” Ernsta Maya w Niżnym Tagile (1931)

Bauhaus (1919–1933) od samego początku wykazywał związki ze sztuką rosyjską, szczególnie Wchutiemasem. Pierwszym i zarazem jednym z głównych teoretyków Bauhausu został Wasilij Kandinski. W 1931 roku były dyrektor Bauhausu Hannes Meyer przyjechał do Moskwy razem z ekipą około 30 specjalistów. W zespole specjalistów znalazło się 7 członków Bauhausu: René Mensch, Klaus Meumann, Konrad Püschel, Tibor Weiner, Anton Urban, Béla Scheffler i Philip Tolziner. Specjaliści pracowali przy industrializacji ZSRR w ramach tzw. „Czerwonej Brygady Bauhausu”. Byli odpowiedzialni m.in. za budowę radzieckich „soc-miast” i fabryk w Magnitogorsku, Świerdłowsku, Orsku, Permie i Solikamsku. W 1933 roku Hannes Meyer przedstawił plan generalny rozwoju Birobidżanu w stylu Bauhausu, który został częściowo zrealizowany. Do niemieckich malarzy działających w tym czasie w Rosji należał Heinrich Vogeler.
Do nieco mniej intensywnych kontaktów rosyjskich artystów dochodziło także z przedstawicielami De Stijl, ABC i innych zachodnich grup artystycznych, znajdujących się pod wpływem sowieckiego suprematyzmu i konstruktywizmu. W latach 1922–1926 na skutek odmiennych wizji artystycznych i sporów Theo van Doesburga z Mojse Ginzburgiem i innymi konstruktywistami dochodziło do stopniowego zrywania więzi łączących De Stijl i Rosję. Niektórzy artyści związani z De Stijlem czy ABC weszli jednak później w skład międzynarodowych brygad działających w ZSRR. De Stijl miał także wpływ na niektórych artystów pochodzących z Rosji, np. Ilję Bołotowskiego.
Do architektów zachodnich działających w latach 20.–30. w Rosji należeli także Mart Stam (w latach 1930–1935 członek brygady „Maj” w ZSRR, zabudowa Magnitogorska, Makiejewki i Orska), Bruno Taut, Albert Kahn, Ernst May (plany satelickich miast robotniczych, zabudowa Magnitogroska, niezrealizowany plan rekonstrukcji Moskwy) i Le Corbusier (m.in. budynek Centrosojuza w Moskwie, alternatywny projekt Pałacu Rad w Moskwie).
Po 1932 roku w Rosji stopniowo rezygnowano z awangardy na rzecz postkonstruktywizmu i socrealizmu.

##### Racjonalizm
Racjonalizm stanowił pokrewny konstruktywizmowi kierunek w architekturze rosyjskiej w latach 1920–1932. Do głównych jego przedstawicieli należeli Apolinarij Krasowski i Nikołaj Ładowski. Styl ten charakteryzował się surowością formy i podkreślaniem funkcjonalizmu architektury. W odróżnieniu od konstruktywizmu był położony w nim nacisk na psychologiczny aspekt postrzegania architektury. Kierunek ten był rozwijany w ramach OBMASu (1920–1923) przy Wchutiemasie, a następnie Asocjacji Nowych Architektów – ASNOWA (1923–1932) i Stowarzyszenia Architektów-Urbanistów – ARU (1928–1932). Do głównych projektów racjonalizmu należą kompleks mieszkalny na Szabałowce w Moskwie (1927), „Latające miasta” Giorgija Krutikowa (1928) i miasteczko artystyczne w Moskwie (1929–1934).

#### Socrealizm
Po 1917 roku rewolucyjna sztuka proletariacka w Rosji ewoluowała w kierunku faworyzowanego od 1928 roku przez władze socrealizmu, stanowiącego splot ideologii komunistycznej z realistyczną manierą. Pierwszymi teoretykami socrealizmu byli Aleksandr Bogdanow, Anatolij Łunaczarski i Aleksandr Woronski. Łunaczarski jako pierwszy wprowadził już w 1906 roku pojęcie „proletariacki realizm”. W 1932 roku Iwan Gronski i Walerij Kirpotin współpracując z politbiurem i dysponując aprobatą Stalina, rozpoczęli propagację terminu „socjalistyczny realizm” oraz głoszenie „konieczności” dostosowania awangardy do ogólnego kierunku rozwoju sztuki radzieckiej w nawiązaniu do tradycji klasycznej, nowych koncepcji realizmu i tzw. „typowości”. Oprócz awangardy władze sowieckie starały się zwalczać tradycyjną sztukę rosyjską, szczególnie sztukę sakralną. Wiele kluczowych dla rosyjskiego dziedzictwa kulturowego obiektów uległo zniszczeniu. Kolejne straty przyniosła II wojna światowa. Powrót do rodzimych tradycji artystycznych został umożliwiony po 1985 roku. Rozpoczęto powolny proces odbudowy i odnawiania zniszczonych lub zaniedbanych obiektów, który trwa do dziś. W 1934 roku socrealizm stał się ostatnim oficjalnym stylem w Rosji i dominował do lat 60. XX wieku.

##### Postkonstruktywizm i Art déco
Posktonstruktywizm oznacza przejściowy etap w architekturze radzieckiej od awangardy do neoklasycystycznego stylu stalinowskiego i socrealizmu w latach 1932–1936 (u niektórych autorów górna granica bywa przesuwana do 1941 roku). Niekiedy etap ten bywa określany wczesną, przedwojenną architekturą stalinowską. Styl klasycystyczny, eklektyzm, empire, art déco, a nawet styl barokowy, typowe raczej dla dawnej arystokracji rosyjskiej, zaczęto utożsamiać ze stylem proletariackim. Dotychczasową sztukę awangardową stworzoną na potrzeby proletariatu, zaczęto tymczasem łączyć z burżuazją. Rozpoczęto kampanię przeciwko „kanciatej” architekturze konstruktywistycznej. Od lata 1932 roku nie zrealizowano ani jednego, nowego konstruktywistycznego projektu w Rosji.
Postkonstruktywizm łączy w sobie elementy konstruktywizmu oraz klasycyzmu (ewentualnie innych tradycyjnych stylów) i zbiegł się z rozwojem Art déco w Rosji, z którym bywał łączony. W 1925 roku na Międzynarodowej Wystawie Nowoczesnej Sztuki Dekoracyjnej i Przemysłowej w Paryżu, uważanej za pierwszą wystawę Art-déco, uczestniczyli również artyści rosyjscy. Do przykładów Art déco w architekturze rosyjskiej należą „stumieszkaniowy dom” w Nowosybirsku (1934) i stacja metra „Aeroport” w Moskwie (1932). Do pionierów postkonstruktywizmu zaliczani są Iwan Fomin i Ilja Gołosow. Równolegle do postkonstruktywizmu był rozwijany w Rosji „czysty” neoklasycyzm przez takich architektów jak np. Władimir Szczuko. Po 2000 roku wybudowano kilka nowych budynków w Rosji we wczesnym stylu stalinowskim, np. dom na Prieobrażenskiej Zastawie w Moskwie (2002–2005).

##### Architektura neoklasycystyczna i tradycjonalistyczna
W architekturze neoklasycyzm radziecki wywodzi się wprost z retrospektywizmu klasycystycznego (neoklasycyzmu rosyjskiego I. połowy XX wieku), który w latach 1917–1932 znajdował się w cieniu radzieckiej awangardy. Od 1928 roku znaczenia zaczynały nabierać konserwatywne kręgi w sztuce sowieckiej, czemu sprzyjały osobiste upodobania Józefa Stalina. Promowano powrót do greckich i rzymskich motywów w sztuce. Inspirację czerpano z projektów Palladia, Piranesiego, Rastriellego, Bażenowa i monumentalnej architektury empire. Znaczenia nabrali tacy architekci jak Iwan Żołtowski, Władimir Szczuko, Aleksiej Szczusiew i Iwan Fomin stosujący m.in. formy neoklasycystyczne czy neorenesansowe. Konserwatywne, tradycjonalistyczne trendy w architekturze zaczęto utożsamiać z socrealizmem w pozostałych dziedzinach sztuki, co od samego budziło wątpliwości co do założeń teoretycznych w budownictwie. Aleksiej Szczusiew, uważany za wybitnego architekta epoki stalinowskiej miał m.in. oświadczyć: Oddam swoje miesięczne wynagrodzenie temu, kto mi wyjaśni, czym jest socrealizm w architekturze.
Za punkt zwrotny w ogólnym trendzie budownictwa radzieckiego uważany jest konkurs na projekt Pałacu Rad w Moskwie, który w 1933 roku wygrał Boris Iofan. W 1934 roku utworzono Radziecką Akademię Architektury i Związek Architektów ZSRR, w ramach których działali główni architekci socrealistyczni, m.in. Boris Iofan, Dmitrij Czeczulin, Lew Rudniew i Siergiej Czerniszew. Symbolami architektury stalinowskiej stały się m.in. grupa siedmiu wieżowców w Moskwie (1947–1953) oraz wzniesiony według projektu Rudniewa Pałac Kultury i Nauki w Warszawie (1952–1955). W latach 40. XX wieku rozpoczęto projektowanie miast zamkniętych w Rosji, co wymagało opracowania nowego typu urbanistyki i bardziej funkcjonalistycznej architektury. Miasta zamknięte stanowiły często nowo wybudowane osiedla lub całe miasta z różnym stopniem ograniczeń w przemieszczaniu się i zamieszkaniu, z uwagi na ich znaczenie strategiczne (wojskowe, naukowo-techniczne lub energetyczne). Pierwsze miasta zamknięte powstały w Rosji w 1946 roku w związku z pracami nad konstrukcją broni nuklearnej. W 1947 roku otwarto poligon (od 1962 roku kosmodrom) Kapustin Jar, w 1957 roku zakończono budowę Kosmodromu Plesieck razem z rozległym kompleksem naukowo-technicznym i miastem zamkniętym Mirny. W 1954 roku wybudowano pierwszą na świecie cywilną elektrownię atomową w Obninsku z gmachem głównym w stylu neoklascycystcznym.
Formalny koniec epoki stalinowskiej w architekturze nastał w 1955 roku, kiedy Komitet Centralny KPZR i Rada Ministrów ZSRR wspólnie wydali rozporządzenie nr 1871 „O eliminacji nadmiaru w projektowaniu i budownictwie”.

##### Rzeźba socrealistyczna
Rozwój rzeźby socrealistycznej przebiegał w Rosji analogicznie do rozwoju pozostałych dziedzin sztuki. Do przedstawicieli wczesnego socrealizmu w rzeźbie należą m.in. Siergiej Mierkurow, Aleksandr Matwiejew, Iwan Szadr, Nikołaj Tomski, Wiera Isajewa, Matwiej Meniser, Nadieżda Krandiewska, Wiera Muchina, Jewgienij Wuczeticz i Jakow Biełopolski. Proletariacka, rewolucyjna rzeźba rosyjska zaczęła w latach 30. XX wieku przyjmować cechy monumentalizmu. Ważny moment w rozwoju rzeźby stanowiła prezentacja „Robotnika i kołchoźnicy” na Wystawie Światowej w Paryżu w 1937 roku. Projekt Wiery Muchiny szybko zyskał światowy rozgłos i stał się symbolem socrealizmu.
Po ataku Niemiec na ZSRR II wojna światowa stała się jednym z najczęściej poruszanych tematów w rzeźbie. Jewgienij Wuczeticz wykonał w 1957 roku dwa posągi „Przekujmy miecze na lemiesze”, poruszające znany wątek bibilijny i mające silny wydźwięk antywojenny. Pierwszy z posągów znajduje się na terenie siedziby ONZ w Nowym Jorku, drugi został podarowany miastu Stalingradowi, które poniosło ogromne straty ludzkie w trakcie II wojny światowej i przyczyniło się do klęski faszyzmu i nazizmu. Innym ważnym projektem jest monumentalny Pomnik Żołnierzy Radzieckich w Berlinie (1949) i szereg rzeźb o charakterze martyrologicznym w Stalingradzie.
Kolejnym ważnym tematem poruszanym od lat 50. XX wieku była radziecka eksploracja kosmosu, np. Pomnik Pierwszego Satelity w Moskwie z 1958 roku. Mimo końca panowania socrealizmu w latach 60. XX wieku, w rzeźbie nadal pojawiały się liczne projekty socrealistyczne, np. „Pomnik Zdobywców Kosmosu” (1964), Pomnik Obrońców Radzieckiej Arktyki „Aljosza” (1969–1974), „Pomnik Włodzimierza Lenina w Ułan Ude” (1970–1971) i „Pomnik Jurija Gagarina” w Moskwie (1980) Pawła Bondarenki.

##### Malarstwo socrealistyczne
Za zapowiedź socrealizmu w malarstwie uważany jest niekiedy obraz „W niebieskiej głębi” (1918) Arkadego Rylowa, członka moskiewskiego Stowarzyszenia Artystów Rewolucyjnej Rosji (ACHRR, 1922–1932), powstałego z inicjatywy uczestników 47 wystawy pieriedwiżników. Koncepcja socrealizmu była także rozwijana przez grupę absolwentów Wchutiemasu, którzy w latach 1925–1931 utworzyli OST (Towarzystwo Artystów-Maszynistów). Socrealizm stał się następnie oficjalnym kierunkiem Związku Artystów ZSRR (1931–1991), w tym utworzonego w 1932 roku Związku Leningradzkich Artystów, którego członkowie zapoczątkowali „leningradzką szkołę pejzażu”. W latach 30. i 40. w ramach szkoły leningradzkiej działała także grupa „marquetystów”, nawiązujących do kameralnego malarstwa Alberta Marqueta i innych francuskich malarzy.
Do kluczowych dzieł malarzy ACHRR należą m.in. „Kaźń 26 bakijskich komisarzy” (1925), „Przemówienie Lenina na wiecu pracowników Putiłowskiego Zakładu” (1927) i „Lenin w Smolnym” (1930) Isaaka Brodskiego, „Lenin na trybunie” Aleksandra Gerasimowa, „Nakładanie transportu” (1923) Borisa Jakowlewa, „Sowiecki sąd” (1928), „Studenci” (1928) i „Przesłuchanie komunistów” (1933) Borisa Johansona, „Taczanka” (1925) Mitrofana Griekowa, „Pochód tamański” (1928) Pawła Sokołowa-Skalja, „Posiedzenie Komitetu Biedoty” (1920) Aleksandra Morawowa i „Kaljazinskie koronczarki” (1927) Jewgienija Katzmana.
Do ważniejszych obrazów artystów grupy OST należą m.in. „Dajesz ciężki przemysł” (1927) i „Nowa Moskwa” (1937) Jurija Pimenowa, „Rajd samochodowy” (1930) Piotra Williamsa, „Na budowie nowych hal” (1926), „Piłkarze” (1924) i „Tekstylnicy” (1926) Aleksandra Dejneki oraz „Kocham życie” (1926) Siergieja Łucziszkina.
W 1935 roku odbyła się „Pierwsza Wystawa Związku Leningradzkich Artystów”, uważana na ogół za pierwszą ważniejszą wystawę socrealistyczną. Zostały na niej zaprezentowane dzieła 282 artystów, m.in. „Dziewczyna w koszulce” Aleksandra Samochwałowa (1932), „Autoportret” Kazimierza Malewicza (1933), „Demonstracja na prospekcie 25 Października” Isaaka Brodskiego (1934) oraz „Trwoga” Kuźmy Pietrow-Wodkina (1934). I. W. Ginzburg stwierdził, że ekspozycja ukazała leningradzki front sztuki w całej jego rozmaitości (...), począwszy od rozlicznych resztek rosyjskiego akademizmu i impresjonizmu lub nie mniej częstego ulegania francuskiej kulturze postimpresjonistyczej, kończąc na próbach tworzenia monumentalnej sztuki rzeźbiarskiej i fresku oraz znacznego rozwoju realistycznego portretu i pejzażu.
Do głównych malarzy socrealistycznych okresu wojennego i powojennego należeli: Aleksandr Dejneka, Michaił Awiłow i Andriej Mylnikow. Dejneka namalował m.in. „Obronę Sewastopola” (1942) oraz liczne dynamiczne sceny rodzajowe i akty ukazujące nierzadko nagich radzieckich sportowców lub żołnierzy obojga płci. Głównym dziełem Awiłowa jest obraz „Pojedynek Pierieswieta z Czelubejem na Kulikowym Polu” (1943) poruszający popularny wątek z rosyjskiej martyrologii narodowej. Tematykę historyczną poruszało również wielu artystów tworzących w okresie późniejszym, np. Siergiej Kiriłłow. Wielu artystów socrealizmu posługiwało się zarówno elementami impresjonizmu, postimpresjonizmu, prymitywizmu, kubizmu, hiperrealizmu, groteski, abstrakcji i innych stylów. Retrospektywna wystawa sztuki lat 1935–1960 ukazała rozmaitość tematów w malarstwie radzieckim, często wolnych od jakichkolwiek przesłanek ideologicznych, obalając mit obowiązującej ideologii komunistycznej.

#### Modernizm i brutalizm w 2. połowie XX wieku
Po 1955 roku nastąpił powrót do architektury funkcjonalnej i otwarcie się na nowe kierunki w architekturze. Przykładem nowego typu budownictwa jest wieża telewizyjna Ostankino (1960–1967), obecnie najwyższa budowla w Europie i czwarta najwyższa na świecie. Konstrukcja wieży wzorowana na kwiecie odwróconej lili jest z założenia prosta, oszczędna, surowa, i spełnia trzy podstawowe funkcje: telekomunikacyjną, meteorologiczną i obserwacyjną. W 1961 roku zakończono budowę moskiewskiego Gwiezdnego Miasteczka razem z Centrum Wyszkolenia Kosmonautów im. J. Gagarina. Interesującymi budowlami są Cyrk Państwowy w Kazaniu (1967) i hotel Tarelka w Dombaju na Kaukazie (1969), silnie kontrastujące z otaczającym je środowiskiem. Rozpoczęta w latach 30. budowa socjalistycznych osiedli mieszkaniowych, przerwana w znacznej mierze w trakcie II wojny światowej, była wznowiona w latach 50. i trwała do końca lat 80. XX wieku. Do bardziej znanych projektów należy moskiewskie osiedle Matwiejewskoje z „Domem Pierścieniem” (1967–1973).
Brutalizm pojawił się w architekturze radzieckiej w okresie od końca lat 60. do lat 80. XX wieku pod wpływem architektów zachodnich, takich jak np. Le Corbusier. Projekty rosyjskie charakteryzowały się niekiedy wpływami konstruktywizmu, np. Hotel Ruś w Leningradzie (1980–1988) został zaprojektowany z wykorzystaniem planów Josifa Wachsa z lat 1930–1933. Do najważniejszych projektów lat 70. i 80. XX wieku należą: Dom Lotników na ulicy Biegowej w Moskwie (1970–1978), Instytut Badawczy „Argon” będący najdłuższym, mierzącym 735 metrów długości budynkiem w Moskwie (zwany potocznie „Murem”, lata 70. XX wieku), Rosyjskie Naukowe Centrum Onkologiczne w Moskwie (1972–1979), Archiwum Marynarki Wojennej w Leningradzie (1975–2006), „Dom-Okręt” na Bolszoj Tułskiej w Moskwie (1976–1986), Centrum Prasowe Olimpiady z 1980 roku (1976–1979), niedokończony Szpital Chorwinski „Umbrella” w Moskwie (1980), korpus „Drużba” w sanatorium „Kurpaty” w Jałcie (1985), Okręgowy Teatr Dramatyczny im. F. Dostojewskiego w Nowogrodzie (1987), Spółdzielnia Garażowa „Wasileostrowiec” w Leningradzie (1986), Wielka Hala Koncertowa Krasnojarskiej Filharmonii Krajowej (1979–1984) oraz Instytut Chemii Organicznej Rosyjskiej Akademii Nauk w kształcie łańcucha DNA (1984).

### Sztuka współczesna

#### Nonkonformizm
W wyniku „odwilży”, złagodzenia cenzury i liberalizacji sztuki pojawiła się w okresie od 1953 roku do lat 80. XX wieku radziecka sztuka nonkonformistyczna, prezentująca tematy i środki wyrazu niedopuszczane do oficjalnego obiegu. Pojawiły się liczne nawiązania do awangardy, szczególnie abstrakcjonizmu i surrealizmu. W 1962 roku odbyła się pierwsza publiczna wystawa sztuki nonkonformistycznej w Maneżu, zorganizowana przez Elję Bieljutina z okazji 30. lecia Moskiewskiego Związku Artystów ZSRR. Na wystawie zostały przedstawione głównie dzieła w duchu abstrakcjonizmu i formalizmu. Zaproszony na wystawę Nikita Chruszczow obszedłszy trzykrotnie ekspozycję popadł w złość i krzycząc krytkował obecnych na wystawie artystów. Szczególnie krytycznie odebrane zostały akcja nagiej „grupy homoseksualistów” w siedzibie wydawnictwa „Iskusstwo” oraz obrazy Ülo Soostera, Władimira Jankilewskiego i Borisa Żutowskiego. Chruszczow twórczość artystów określił m.in. mianem „gówna” i „rzeczy zbytecznej, niepotrzebnej”.
Do głównych ośrodków nonkonformizmu należały: moskiewskie studio „Nowaja Realnost”, odeska „druga awangarda” i leningradzkie Towarzystwo Eksperymentalnej Sztuki Wizualnej (1981–1988). Do głównych artystów Nowej Realnosti należeli: Aleksandr Żdanow, Elij Bieljutin, Ernst Nieizwiestnyj, Erik Bułatow, Ilja Kabakow i Michaił Szemjakin. W 1974 roku została otwarta w Moskwie druga publiczna wystawa sztuki nonkonformistycznej „Buldożer”, która zapoczątkowała serię kolejnych, podobnych wystaw w Moskwie i Leningradzie. W latach 1985–1991, wobec pieriestrojki, uskorienia, głasnosti, zniesienia cenzury i rozpadu ZSRR, a także następujących przemian kapitalistycznych i kryzysu lat 90., sztuka nonkonformistyczna straciła nieco na znaczeniu. Do współczesnych przedstawicieli rosyjskiego nonkonformizmu zalicza się np. Igor Nowikow.

#### Konceptualizm
Konceptualizm pojawił się w Rosji pod koniec lat 60. XX wieku i był rozwijany głównie w Moskwie (tzw. „moskiewski romantyczny konceptualizm”). Najważniejszymi nurtami w ramach stylu są konceptualizm literaturocentryczny i konceptualizm analityczny. Do czołowych przedstawicieli sztuki konceptualnej należą: Dmitrij Prigow, Ilja Kabakow, Jurij Albert, Andriej Monastyrski, Igor Nowikow i Wiktor Piwowarow.

#### Soc-art

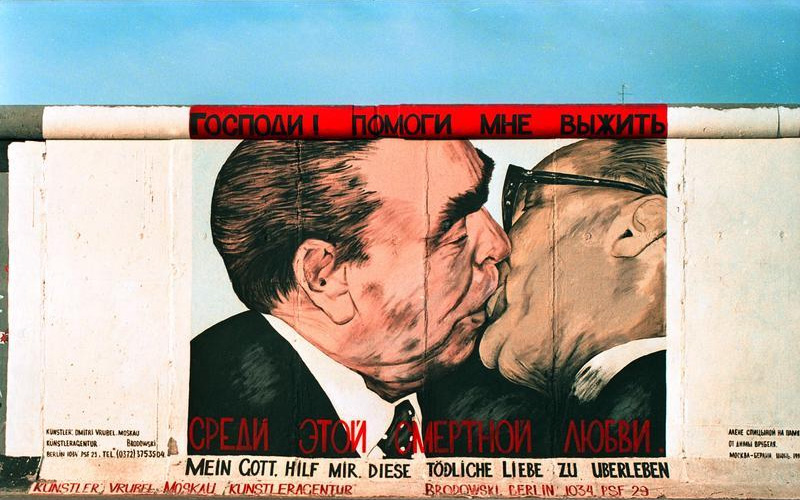
Panie, pomóż przeżyć w uścisku zabójczej miłości, Dmitrij Wrubel (1989)

Soc-art pojawił się w ZSRR w latach 70. XX wieku jako zaprzeczenie i parodia sztuki oficjalnej, czy też głównych nurtów sztuki radzieckiej. Kierunek ten obnażał i parodiował nadprodukcję ideologii w ZSRR poprzez łączenie elementów socrealizmu i pop-artu. Oprócz pop-artu głównymi źródłami inspiracji były konceptualizm i radziecka szkoła karykatury. Najważniejszymi środkami wyrazu były groteska, ironia i cliché przedstawiana w prowokującej formie (épatage), zmuszającej widza do porzucenia stereotypowego myślenia. Do pionierów soc-artu należeli Witalij Komar i Aleksandr Melamid. Do artystów związanych z soc-artem należą także Aleksandr Kosołapow, Leonid Sokow, Dmitrij Prigow, Boris Orłow oraz członkowie grup „Gniazdo” i „Muchomory”. Do najbardziej rozpoznawalnych dzieł soc-artu należy graffiti rosyjskiego artysty Dmitrija Wrubla „Panie, pomóż przeżyć w uścisku zabójczej miłości” namalowane w 1989 roku na Murze Berlińskim.
Atak na sztukę oficjalną oraz wykorzystywanie podobnych środków wyrazu sprawia, że soc-art jest traktowany jako radziecki i rosyjski odpowiednik amerykańskiego pop-artu oraz niemieckiego realizmu kapitalistycznego.

##### Architektura współczesna
Pod koniec XX wieku pojawił się w Rosji szereg nowych, zróżnicowanych kierunków i koncepcji architektonicznych. Do neofuturystycznych projektów należą np. Centrum Lachta w Petersburgu (w trakcie budowy), Moskiewskie Muzeum Politechniczne i Centrum Edukacyjne (3XN Architects) oraz dom Naomi Campbell w Moskwie (2006–2012, arch. Patrik Schumacher, Zaha Hadid Architects i inni). Inspiracje kubizmem wykazują m.in. dom Julii Cziczeriny (arch. Deceuninck), dom „Zodczestwo” (2010, Ithaka Architecture & design) i „Parasite Office” w Moskwie (XXI wiek, Za Bor Architects). Uznanie zyskał rosyjski „QR Code Covered Pavilion” pokazany na 13 Bienale Architektury w Wenecji w 2012 roku. W XXI wieku pojawiła się również architektura high-tech, np. Wieża Merkury (2009–2013), 374. metrowa Wieża Federacji (2004–2015), stanowiąca najwyższy budynek mieszkalny w Europie oraz Wieża Ewolucji (2011–2014), której każde piętro obrócone jest o 3° w stosunku do poprzedniego, a łączny obrót ostatniego piętra w stosunku do pierwszego wynosi 135°. Inspiracją dla wykręconej formy budynku była rzeźba Pocałunek Auguste Rodina. Do innych projektów należą np. Motel w Ochotnom Rjadzie (2007, Architectural Studio X.Y.Z.), blok mieszkalny „Parus” (2008, arch. Mosproekt-4), Fort Daniłowski w Moskwie (2008, Sergey Skuratov Architects), plan przebudowy wzniesionego w latach 1961–1964 kinoteatru „Rossija” (2011, arch. Vonsung) i Kosmodrom Wostocznyj wraz z miastem zamkniętym Ciołkowski (2012). W 2016 roku ukończono budowę stacji metra w moskiewskim Rumiancewie, nawiązującej do twórczości Pieta Mondriana. Do nowoczesnych budynków sportowych należą: kompleks olimpijski w Soczi, stadion Dynamo w Moskwie (w trakcie budowy) oraz kluby szachowe w Chanty-Mansyjsku (2010) i Moskwie (2015).

## Sztuka rosyjska za granicą
Wielu rosyjskich artystów odniosło sukcesy za granicą, m.in. jeden z twórców abstrakcjonizmu Wasilij Kandinskij, Marc Chagall, El Lissitzky czy rzeźbiarz Naum Gabo.

### Rosyjska architektura sakralna za granicą
W latach 1802–1917 wybudowano ponad sto wolno stojących świątyń dla Rosyjskiego Kościoła Prawosławnego poza granicami Rosji. Najstarszą jest cerkiew św. Aleksandry w Üröm (1802), którą zbudowano jako świątynię-pomnik nad grobem wielkiej księżnej Aleksandry Pawłowny Romanowej. Na potrzeby rosyjskiej diaspory i pielgrzymów wybudowano m.in. cerkiew św. Marii Magdaleny w Jerozolimie (1885–1888), cerkiew św. Michała Archanioła w Cannes (1894–1896), sobór św. Mikołaja w Nicei (1903–1912) i cerkiew w San Remo (1910). W latach 1882–1912 wybudowano neobizantyjski sobór św. Aleksandra Newskiego w Sofii. Sobór ten został wzniesiony na cześć rosyjskiego cara Aleksandra II, dzięki któremu Bułgaria uzyskała niepodległość w 1878 roku. Cerkiew Narodzenia Pańskiego w Szipce (1885) stanowiła kolejny pomnik przyjaźni bułgarsko-rosyjskiej. Wybudowana w 1826 roku cerkiew św. Aleksandra Newskiego w Poczdamie miała obok służby wierzącym, przysłużyć się „umacnianiu przyjaźni prusko-rosyjskiej”. Z okazji setnej rocznicy zwycięstwa Rosjan w „bitwie narodów” wybudowano w Lipsku cerkiew św. Aleksego (1911–1913).
Po 1917 roku tradycyjne rosyjskie budownictwo sakralne było rozwijane zagranicą przez diasporę i „białą” emigrację. Powstały po rewolucji październikowej Rosyjski Kościół Prawosławny poza granicami Rosji zerwał w 1927 roku swoją podległość wobec Rosyjskiego Kościoła Prawosławnego zmuszonego w tym czasie do współpracy z władzą stalinowską. Ponowne zjednoczenie obu Kościołów nastąpiło dopiero w 2007 roku. Rosyjscy budowniczy byli szczególnie aktywni w międzywojennej Jugosławii, gdzie sam Wasilij Androsow wybudował około 50 neobizantyjskich świątyń. Do cerkwi wzniesionych przez rosyjską diasporę należy m.in. cerkiew św. Aleksandra Newskiego w Belgradzie (1927). Rosyjski malarz Andriej Bicenko wykonał freski na murach Rużicy, najstarszej cerkwi w Belgradzie. Rosyjska emigracja w Chinach wybudowała w Harbinie dwa prawosławne sobory oraz szereg mniejszych budynków.

## Zbiory sztuki w Rosji
Do najważniejszych rosyjskich muzeów sztuki należą: Ermitaż, Galeria Tretiakowska, Muzeum Rosyjskie w Sankt Petersburgu i Muzeum Sztuk Pięknych im. Puszkina w Moskwie. Najbogatsze zbiory twórczości ludów pierwotnych posiada Muzeum Antropologii i Etnografii przy Akademii Sztuk w Sankt Petersburgu.